# Villarrica (Chile)
Villarrica es una ciudad y comuna de la zona sur de Chile, en la provincia de Cautín, Región de la Araucanía.
Integra el Distrito Electoral N.º 23 y pertenece a la 11.ª Circunscripción Senatorial (Araucanía). La ciudad de Villarrica, de 50.706 habitantes, se emplaza a 227 m s. n. m. y a orillas del lago del mismo nombre.
Fundada en el año 1552, por el Adelantado Gerónimo de Alderete, esta localidad no ha mantenido una continuidad histórica, debido a que ha sido destruida en varias oportunidades por los conflictos territoriales entre el Estado y el Pueblo Mapuche. Fue refundada en dos ocasiones, siendo la última el año 1882 y  la definitiva. Villarrica, ciudad que ha sufrido de muchos obstáculos en su historia que importunaron su estabilidad político-administrativa en Chile y por las constantes erupciones del Volcán cercano a la ciudad, igualmente  ha tenido un crecimiento constante que la ha convertido en una de las comunas más importantes de la zona, por su oferta de productos agrícolas, artesanales y del servicios como lo ofertado desde su población y su creciente y alternativo turismo.
Según datos del censo de 2002, la población de Villarrica era de 45.531 habitantes, observándose una variación intercensal del 26,9%, variación que se ubica entre una de las más altas de la región. Esta población distribuida, de manera heterogénea, en 1.291 km² tenía una densidad de 35,27 hab./km².
Actualmente cuenta con todos los servicios básicos y turísticos, siendo la principal ciudad de servicios del área cordillerana y principal centro turístico de la región de La Araucanía junto con Pucón. Posee una larga Avenida Costanera, que bordea playas desde el embarcadero, con excelentes vistas al lago y al volcán. Durante los meses de verano se realizan numerosas actividades y eventos culturales, artísticos y deportivos, además de las innumerables alternativas de Ecoturismo, Turismo Aventura y Etnoturismo.

## Toponimia
La teoría más aceptada acerca del origen del nombre de Villarrica, nace de la denominación inicial de la ciudad fundada en 1552, por el Adelantado Don Gerónimo de Alderete, lugarteniente de Pedro de Valdivia, con la que se hace alusión a los lavaderos y vetas de oro, encontrados en las quebradas de los oteros y bosques. Ésta fue una característica que favoreció la formación de la ciudad, ya que la explotación de lavaderos de oro y plata fue la principal actividad económica de Chile en el siglo XVI. Otro de los puntos en discusión es el nombre inicial con la que se funda la ciudad, ya que algunas hipótesis apuntan a que la ciudad fue fundada sólo como "Villa Rica" y la denominación de  "Santa María Magdalena de Villa Rica" fue el nombre de una antigua iglesia de la ciudad. Otra teoría indica que la ciudad fue fundada con ese nombre, el cual fue la denominación que le dio su fundador, al momento de levantar la ciudad.

## Historia

### Primeros asentamientos
El poblamiento de Villarrica, se inicia con la llegada de los primeros cazadores y recolectores a la zona en el 8000 a. C. Se observan evidencias de industria lítica simple, artefactos de huesos de animales así como semillas y frutos comestibles. Las primeras evidencias de una población organizada se remontan entre el 300 y el 1200 d. C., con agrupaciones de cazadores-recolectores, con indicios de una naciente agricultura y ganadería. Luego estas agrupaciones se unificaron formando la cultura mapuche.

### Fundación de Villarrica

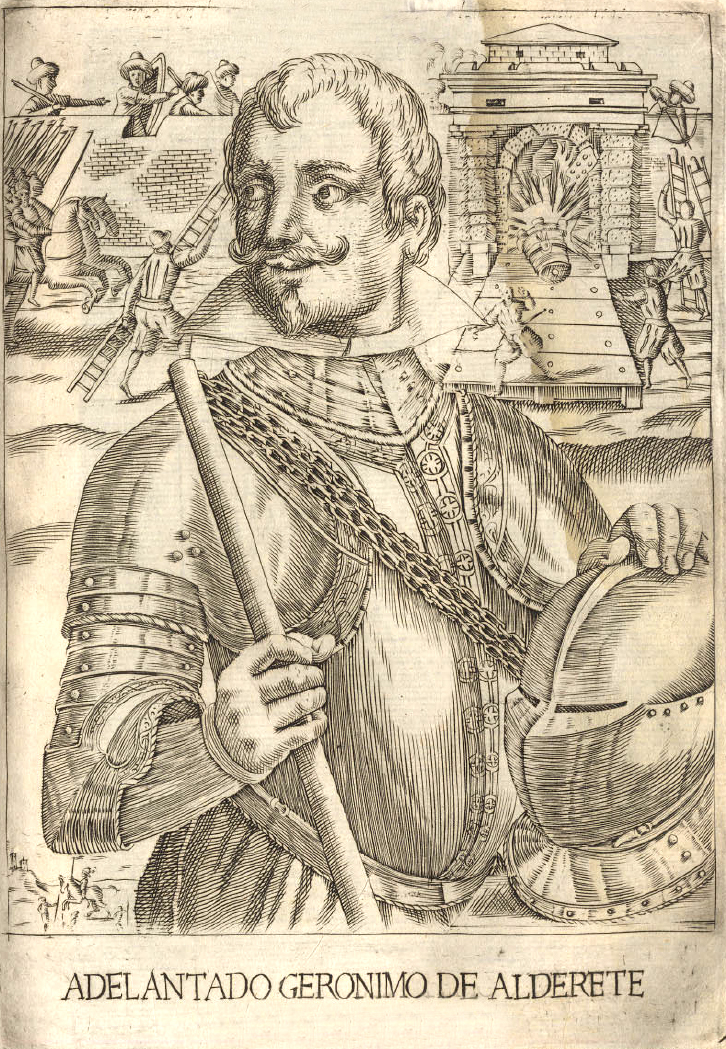
Ilustración de Gerónimo de Alderete, fundador de Villarrica.

En 1552, Gerónimo de Alderete, enviado por el gobernador de Chile, Don Pedro de Valdivia, partió desde La Imperial (actual Carahue) a fundar Villarrica, en el mismo lugar donde hoy se erige la ciudad. Villarrica fue fundada junto al margen austral del río Toltén y la orilla occidental del lago de Mallolafquén (actualmente, lago Villarrica). Gerónimo de Alderete la nombró "Santa María Magdalena de Villa Rica". El objetivo era explotar lavaderos de oro y consolidar un paso invernal hacia la pampa y el Atlántico, que en aquel entonces pertenecía al territorio trasandino de la Capitanía General de Chile. La fundación de esta ciudad, crea una nueva división administrativa en el Chile de esa época: el Corregimiento de Villarrica.
Extracto de la Carta de Pedro de Valdivia al emperador Carlos V (26 de octubre de 1552):

[...]Dende a dos meses, por el abril adelante, poblé la Villarrica, que es por donde se ha de descubrir la Mar del Norte: hice cincuenta vecinos, todos tienen indios; y así iré conquistando y poblando hasta ponerme en la boca del Estrecho, e siendo V. M. servido y habiendo oportunidad de sitio donde se pueda fundar una fortaleza, se hará para que ningún adversario entre ni salga sin licencia de Vuestra Majestad.[...]
Claudio Gay: “Historia Física y Política de Chile.” Documentos: Tomo I, Dcto. N.º 11, Pág. 242.

### Batalla de Tucapel: evacuación y destrucción de Villarrica
La pacífica existencia de la recién fundada Villarrica, se ve interrumpida por la Batalla de Tucapel, el 25 de diciembre de 1553, la cual terminó con la vida del Gobernador Pedro de Valdivia. Aquella derrota militar hispana tuvo como consecuencia el primer levantamiento general indígena al mando del Toqui Lautaro. Luego de esta tragedia, y como medida preventiva, el Gobernador Francisco de Villagra ordenó despoblar las siete ciudades del sur o “Ciudades de Arriba”, entre las cuales figuraba Villarrica. En enero de 1554, el Corregidor de Villarrica Don Pedro de Aguayo, con pleno acuerdo del cabildo y sus vecinos, acatan la orden de Villagra y disponen el urgente abandono de la ciudad y encomiendas lacustres, ejecutándose una inmediata evacuación hacia los fuertes de las ciudades de La Imperial y Concepción. Villarrica, una vez abandonada, fue reducida a cenizas por los mapuches rebeldes.

### Segunda fundación de Villarrica
Con la finalización del alzamiento mapuche, una orden dictada por el Virreinato del Perú dispuso la pronta repoblación de las ciudades destruidas en el sur de Chile. Entonces el repoblamiento de Villarrica fue un hecho y, volviendo a recobrar los derechos y propiedades de los vecinos originarios, se sumaron otros tantos nuevos vecinos y soldados. La refundación se inició entre octubre de 1554 y culminó en enero de 1555; desde esa fecha y hasta el año 1598, la ciudad floreció en población y arquitectura, gracias al factor económico de la explotación minera de oro y plata, además del comercio de esclavos, vino y sal. La ciudad refundada de Villarrica se extendió en el sector oeste-este entre las calles de Isabel Riquelme y Julio Zegers, y en el sentido norte-sur desde el Lago Villarrica hasta Avenida Pedro de Valdivia. La población estimada durante este periodo es de unos 700 vecinos y el centro de la ciudad habría sido el lugar donde actualmente se encuentra la Plaza de Armas. Hubo un molino y una fábrica de ladrillos y tejas.

### Desastre de Curalaba: la destrucción cae nuevamente sobre Villarrica

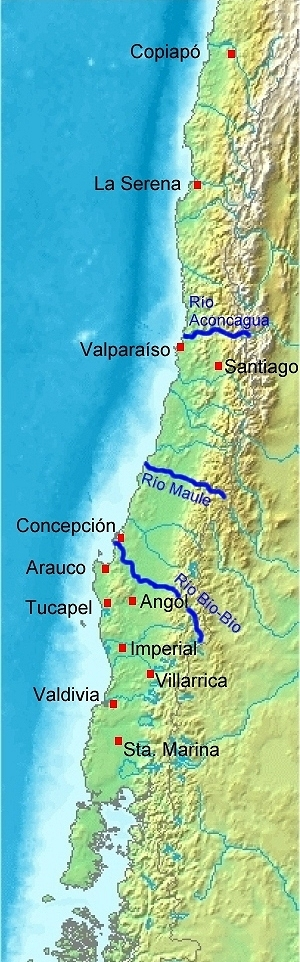
Ciudades fundadas por los españoles antes del 1598.

A fines del año 1598, los Toqui Pelantaro y Anganamón, organizaron una nueva rebelión general, la cual tuvo como sello la victoria que lograron en la Batalla de Curalaba, en donde murió el gobernador Óñez de Loyola y 50 soldados. La rebelión terminaría luego de 4 años en los que destruyeron todas "las ciudades de Arriba", denominación dada a todas las ciudades ubicadas al sur del Río Biobío.
Villarrica tuvo serias dificultades de comunicación con las ciudades más cercanas: La Imperial y Angol por el norte, y Valdivia y Osorno por el sur. Las razones se explican debido a su posición geográfica y al acecho de los Mapuches. Por consiguiente la ciudad tuvo que enfrentar al enemigo sin la posibilidad de alguna ayuda proveniente del exterior. La defensa de la ciudad estuvo dirigida por el capitán Rodrigo de Bastidas, Corregidor de Villarrica, al mando de 150 arcabuceros, 50 jinetes y 5 piezas de artillería, además de 500 indígenas amigos.
En 1599, la sublevación mapuche dirigida por Kumiñanko, fue una de las más fieles muestras del poder de ataque de los Mapuches, pero aun así las defensas de Villarrica lograron repeler ese ataque. Durante los próximos 2 años la ciudad sufrió constantes ataques que fueron reduciendo las defensas de la ciudad a sólo un fuerte ubicado en el margen occidental de la ciudad. El dicho fuerte se formó en lo que actualmente hoy es el sector de las calles General Urrutia, José Manuel Balmaceda y San Martín.
Pasaron tres años en que el asedio del enemigo fue aumentando, lo que imposibilitó la recolección de alimentos en las afueras de la ciudad, por lo que los sobrevivientes tuvieron que recurrir a la antropofagia.

[...]En el cerco de la Villa Rica encarecía el hambre el valor de la comida y hacía esta despreciar el oro y la plata aunque nunca falta quien lo codicie, aunque sepa que la ha de perder. Valía una morcilla de sangre de caballo, diez pesos de oro; un tasajo, catorce; un celemín de cebada, cuarenta. Hombre hubo que durante el hambre se comió media cuera de ante de Castilla y dos panes de jabón. Una mujer se comió, acabada de parir, la criatura de sus entrañas. Carne humana la comieron muchos, y de los indios que mataban hacían cecinas.
Creció tanto la necesidad que los hombres querían echar suertes para comerse unos a otros. Más, el esforzado capitán Bastidas, con su ánimo y mucha prudencia, les disuadió de una cosa tan abominable, persuadiéndoles a lo que era menos mal, que comiesen carne de los indios que se mataban, diciéndoles que con eso estarían más valientes y más gallardos para pelear, porque la gallardía de su valor juntarían con la valentía de los indios, convirtiéndola en sustancia[...]la gente más flaca como las mujeres y los niños, se caian muertos de hambre, y ya las dejaban irse al campo enemigo para no verlas morir ante sus ojos y cada una iba por donde queria, sin obediencia las hijas a las madres y las mujeres a los maridos; porque el hambre no guardaba respeto a la obediencia por conservar la vida[...]
Diego de Rosales: "Historia General del Reino de Chile, Flandes Indiano"

Los Mapuches ofrecieron en muchas oportunidades a los defensores de Villarrica, la rendición, pero éstos no la aceptaban debido a que tenían la esperanza de la llegada de refuerzos, los cuales nunca llegaron. El 7 de febrero de 1602, el Toqui Kuminawel, inició el último ataque al fuerte de Villarrica, el cual quedaba con 11 hombres y 13 mujeres. De éstos sólo 11 vecinos hispanos lograron evadir el cautiverio e incorporarse nuevamente a la vida cristiana que logró subsistir al norte del río Bio Bio.

[...]Llegó el último día de la ciudad, que a orillas del lago Mallohuelavquén, fundara el capitán Jerónimo de Alderete en 1552. Después de tres años de una lucha tan desigual, hubieron de hacer frente a un poderoso ataque dirigido por el cacique Cuminaguel, el que ordenó simultáneamente prender fuego a los restos del fuerte. Previamente el jefe mapuche mencionado, acompañado de un hijo menor de Bastidas, que tenía en su poder, les instó a rendirse, concediéndoles, en cambio, la vida a él y a los sitiados. La respuesta del valiente Bastidas no se hizo esperar y en un gesto de cólera sublime exclamó:

< ¡Fuego al cañón, fuego a los arcabuces ! >
Hombres y mujeres combatieron indomables con la altivez y heroísmo de siempre; pero como deja constancia don Juan de Maluenda, < ...con ser tan pocos, no perdíamos ningún punto de nuestra defensa, hasta que con fuegos y humacos que nos dieron los enemigos en el fuerte nos rindieron; estábamos conjurados de no rendirnos sino morir por nuestro rey y patria... >
Y en el último soplo de vida que selló la muerte definitiva de Villa Rica, el 7 de febrero de 1602, los restos de edificios o viviendas que permanecían aun en pie, quedaron reducidos a un hacinamiento de cenizas y residuos calcinados[...]

Fernando Allende Navarro: "Los Caciques Gobernadores del Toltén, La Ruina de la Villa Rica y La Información de don Juan de Maluenda.", Págs. 186 y 187.

### Tercera fundación de Villarrica

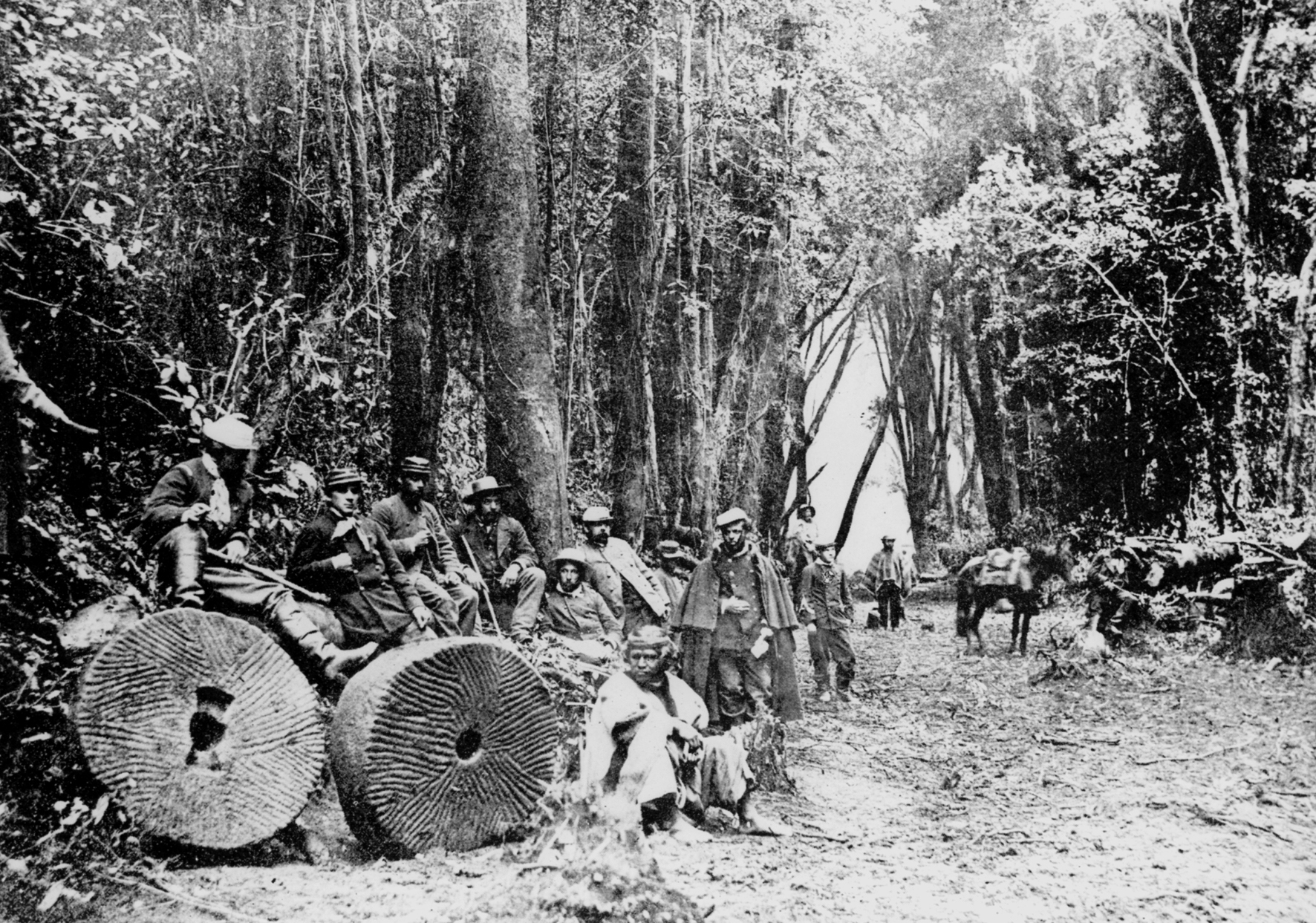
Fotografía de las Tropas del Coronel Gregorio Urrutia durante la ocupación y reconstrucción de Villarrica en 1883.

Las ruinas de la antigua ciudad de "Villa Rica", estuvieron abandonadas durante 280 años, en los cuales hubo variadas misiones para repoblar Villarrica, pero ninguna de ellas tuvo éxito, sino hasta el 31 de diciembre de 1882, con el histórico Parlamento de Putué, en el cual participaron los Caciques Leandro Penchulef de Putué; Luis Aburto Aquiñanko de Niguén y Saturnino Epulef, además de la presencia del Coronel Gregorio Urrutia. Saturnino Epulef fue el único líder mapuche que estuvo en oposición al repoblamiento de Villarrica. Ante a la presión de las tropas chilenas y de sus colegas mapuches, la refundación de la ciudad se aprobó a pesar de las gestiones de Epulef.

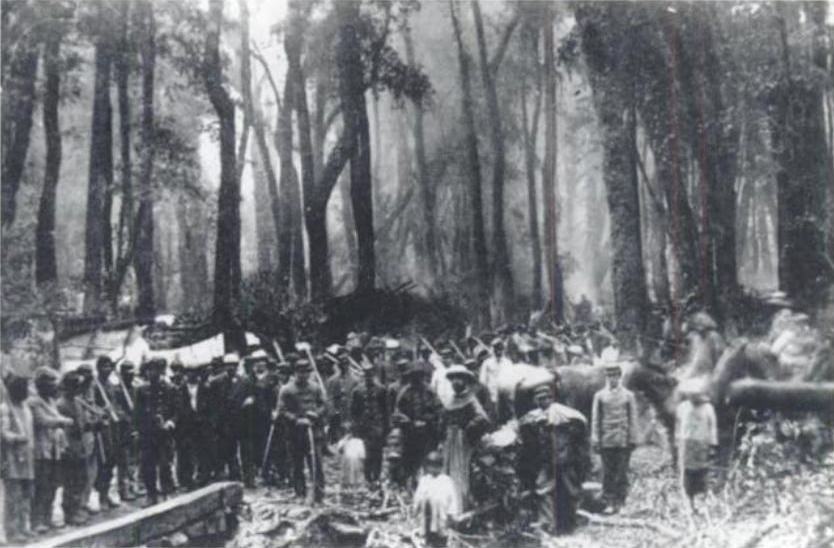
Campamento del Ejército de Chile en las ruinas de la ciudad de Villarrica.

El 1 de enero de 1883, las tropas y la comitiva republicana del Coronel Gregorio Urrutia, llegaron a las ruinas que quedaban de la antigua ciudad de "Villa Rica". La sorpresa fue que Epulef, lo esperaba con algunos refuerzos mapuches que no dejarían que las tropas chilenas tomaran posesión de las tierras. Este encuentro terminó en un acalorado debate en el cual Epulef, con mucha impotencia, se retiró abatido.

"[...]Urrutia no fue el mismo de la jornada anterior y en tono enérgico y cortante díjole que aunque el Gobierno le había enviado en una misión de justicia y paz, no estaba dispuesto a tolerar más tropiezos y que tomaría toda la tierra que estimara necesaria. El noble Epulef, a punto de llorar de impotencia, se retiró sin pronunciar palabra[...]"

Horacio Lara: “Crónica de la Araucanía, 1883”. Pág. 452.

Luego de la revuelta sufrida se procedió a izar la bandera de Chile y se escribió el acta oficial de fundación. Inmediatamente después de un acto de inauguración, el coronel Urrutia envió un telegrama dirigido a las autoridades dando cuenta de la posesión de las ruinas de la "Villa Rica" por las tropas chilenas. Debido a los posibles ataques que pudieren realizar los indígenas se levantó una fortificación para seguridad de los nuevos vecinos chilenos. El 27 de febrero de 1883 se construyó otro fuerte en lo que hoy es Pucón, naciendo así la ciudad y balneario homónimo.

### DelsigloXXhasta la actualidad

Volcán Villarrica.

A principios del siglo XX, la comuna de Villarrica pertenecía a la Antigua provincia de Valdivia, específicamente en el Departamento de Villarrica, el cual era encabezado por Pitrufquén. Con la llegada de colonos a Villarrica, y en general a la zona lacustre, gatilló un aumento gradual de la población y además produjo un sincretismo cultural; entre los colonos extranjeros, y nacionales con la población mestiza, y con los mapuches. El poblamiento gradual de la zona desencadenó la marginación de la población mapuche a reducciones. La presencia de un volcán de forma perfecta, coronado por nieves eternas y reflejado en un lago, produjeron la temprana aparición del turismo en la zona. En 1923 se abre el primer hotel en Villarrica y en 1924 ya existía turismo organizado. El tren llegaba hasta Freire y un vehículo de motor conectaba con Villarrica en 5 horas. El vapor Alessandri hacía viajes a Pucón; también había paseos al cráter del volcán Villarrica, a las termas de Palguín y al volcán Lanín.
Debido al crecimiento de Villarrica, en la década de los 30, esta comuna pasó a ser la capital del Departamento de Villarrica, el cual antes era encabezado por Loncoche desde 1927, dentro de la nueva Provincia de Cautín. Este ordenamiento político-administrativo se mantuvo hasta 1976. En 1933 se inaugura el tren de Loncoche a Villarrica, y el vapor Doña Rosa, para 200 pasajeros.
El Departamento de Villarrica fue desarticulado en el año 1976, debido al proceso de Regionalización del país, con lo que Chile quedó dividido en regiones, y éstas en provincias, y estas a su vez en comunas, cabe destacar que este modelo se mantiene hasta la actualidad. Con esto, la comuna de Villarrica pertenece a la Región de La Araucanía y a la Provincia de Cautín.
El turismo en la zona comenzó su auge en los años 80, y cada año se observa un crecimiento sostenido de este rubro en la zona, hasta la actualidad. En 1998 el tren que hacía el recorrido Villarrica-Loncoche tuvo su último viaje, para luego cancelar para siempre sus operaciones. En la actualidad en esa zona se emplaza el sector poblacional de la Villa Estación.
Actualmente Villarrica, junto con la ciudad de Pucón es uno de los destinos más visitados de todo Chile, La oferta turística, de servicios, de eventos y de naturaleza; la hacen un lugar de crecimiento, desarrollo e importancia dentro de la zona lacustre de la región.

## Geografía

### Situación geográfica
Villarrica es administrativamente una comuna de la Provincia de Cautín, ubicada en la Región de la Araucanía. La ubicación absoluta de Villarrica según el Sistema de Coordenadas Geográficas corresponde a 39°16′43″ Latitud Sur y 72°13′33″ Longitud Oeste, a una altitud de 227 m s. n. m. Villarrica se encuentra a 764 km de Santiago, a 87 km de Temuco, a 128 km de Valdivia y a 102 km del Paso Mamuil Malal, paso fronterizo hacia Argentina.

### Geomorfología
La comuna de Villarrica se encuentra emplazada en las unidades geomorfológicas de Llano central con morrenas y conos, Cordillera volcánica activa, Precordillera morrénica y lagos de barrera morrénica, en lo que es el extremo oriental de la Depresión intermedia, específicamente en la zona del complejo montañoso-glacio-lacustre, el cual es una zona producida por la interacción de la Cordillera de los Andes y la Cordillera de la Costa. Villarrica se encuentra en esas terrazas, ubicadas en la precordillera de la región. El sector urbano de la ciudad se encuentra a los pies del cerro "Huifquenco", zona más alta en el radio urbano cercano.

### Climatología
El clima de la zona de Villarrica presenta según la clasificación climática de Köppen clima de tundra de lluvia invernal (ET (s)), clima mediterráneo de lluvia invernal (Csb), clima mediterráneo de lluvia invernal de altura (Csb (h)), clima mediterráneo frío de lluvia invernal (Csc), clima templado lluvioso con leve sequedad estival (Cfb (s)) y clima templado lluvioso frío con leve sequedad estival (Cfc (s)), por consiguiente el clima de la zona se caracteriza por tener temperaturas en verano cercanas a los 30 °C y 35 ° como máxima y mínima siempre se mantienen en 12 °C a 15 °C
En invierno las temperaturas pueden llegar a -5 ° y 7 °C como máxima. Las lluvias son muy importante en la ciudad durante primavera y invierno ya que en el verano rara vez llueve en la zona y región,   

### Hidrología
La comuna se halla entre las cuencas hidrográficas de río Toltén y río Valdivia. Además, la comuna posee diversos cuerpos de agua, entre los que se destacan el lago Calafquen, lago Huilipilun y lago Villarrica, laguna Pichilafquen; y río Huiscapi, río Pedregoso, río Toltén y río Voipir.

## Medio ambiente

### Componentes bióticos

Trazado simplificado de los ecosistemas y cuerpos de agua presentes en la comuna de Villarrica.

Dentro del territorio de la comuna se pueden hallar los siguientes ecosistemas:
- Bosque caducifolio templado andino donde predominan Nothofagus alpina y Dasyphyllum diacanthoides (En peligro)
- Bosque caducifolio templado andino donde predominan Nothofagus alpina y Nothofagus dombeyi (Vulnerable)
- Bosque caducifolio templado andino donde predominan Nothofagus pumilio y Araucaria araucana (Vulnerable)
- Bosque caducifolio templado andino donde predominan Nothofagus pumilio y Azara alpina (Vulnerable)
- Bosque caducifolio templado donde predominan Nothofagus obliqua y Laurelia sempervirens (En peligro)
- Bosque resinoso templado andino donde predominan Araucaria araucana y Nothofagus dombeyi (Vulnerable)
- Bosque siempreverde templado andino donde predominan Nothofagus dombeyi y Gaultheria phillyreifolia (Vulnerable)
- Matorral bajo templado andino donde predominan Adesmia longipes y Senecio bipontinii (Vulnerable)
- Matorral bajo templado andino donde predominan Discaria chacaye y Berberis empetrifolia (Vulnerable)
- Zonas geográficas inhóspitas sin vegetación (Sin información)

#### Flora

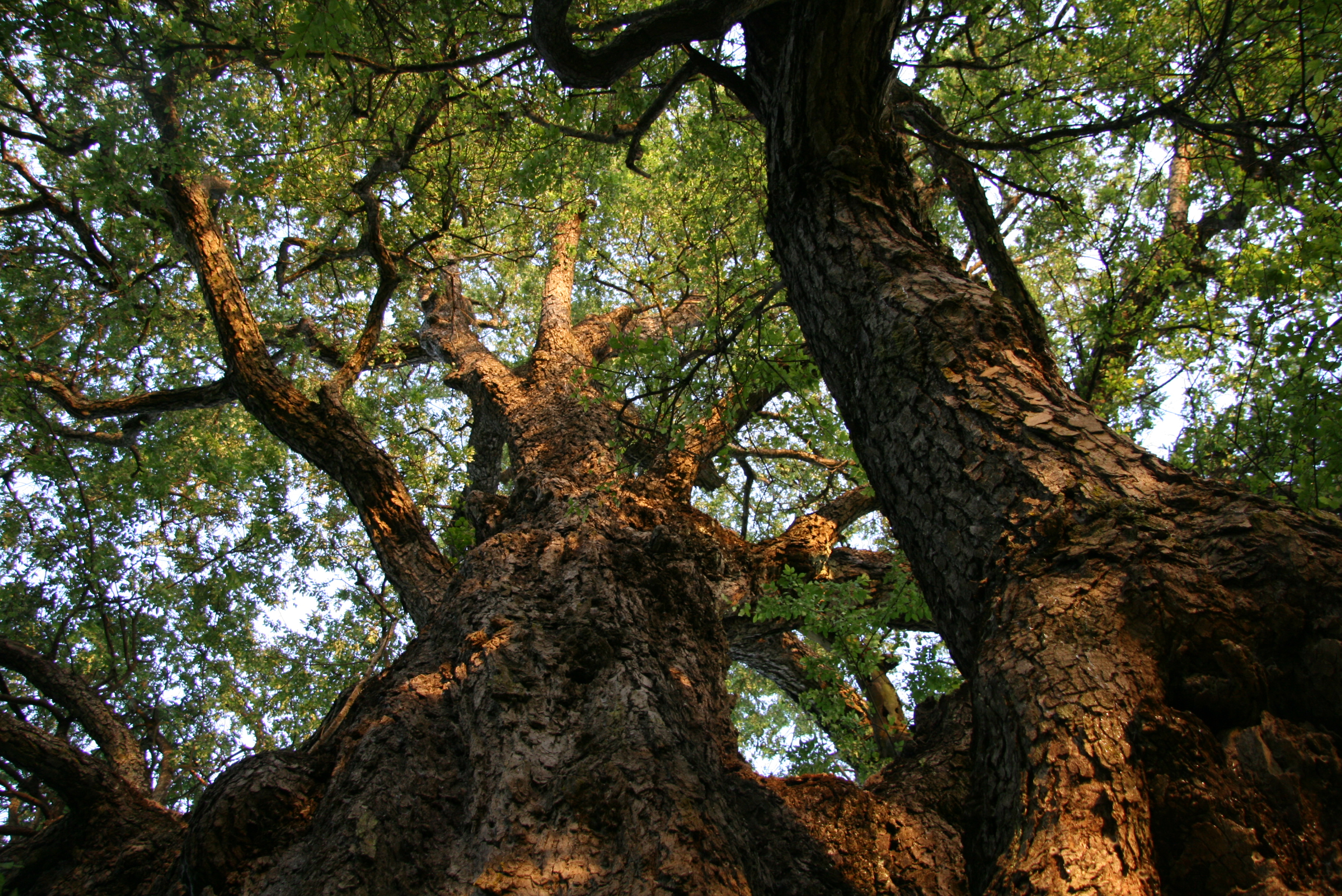
Roble.

En Villarrica la vegetación es muy abundante. La cantidad de especies vegetales ubicadas dentro de la comuna, hacen que la ciudad tenga una responsabilidad enorme de preservarla. Las especies arbóreas se encuentran tanto en el radio urbano, teniendo su mayor exponente en cantidad en el "Cerro Huifquenco", como en el sector rural, específicamente en las parcelas. Los árboles nativos más clásicos de la comuna son:
- Roble

- Luma
- Arrayán
- Coigüe
- Mañío
- Araucaria

Además la interacción con nuevas vegetaciones ha dado como resultado nuevos bosques de pino radiata, oregón y eucalipto.

#### Fauna
Los Mamíferos que habitan la zona son el Ciervo, Jabalí, Pudú, Zorro, Puma y Coipo. En cuanto a Aves pueden ser avistados ejemplares de Aguilucho, Cóndor, Carpintero, Golondrina, Loro Tricahue, Lechuza, Pato, Pequén y Picaflor. Los Peces que habitan las aguas dentro de la comuna son el Salmón y la Trucha arcoíris.

### Medidas de protección ambiental y conflictos socioambientales
Hasta 2022, la comuna de Villarrica cuenta con las siguientes zonas que poseen algún nivel de protección ambiental:
- Araucarias (Reserva Biósfera)[24]
- Bosques Templados Lluviosos (Reserva Biósfera)[25]
- Conservando Nuestro Patrimonio Silvestre y Biodiversidad (Fauna Andina) (Iniciativa de Conservación Privada)[26]
- Humedal La Poza y Delta del Trancura, Lago Villarrica (Humedal urbano)[27]
- Humedal Mallolafquen, Lago Villarrica (Humedal urbano)[28]
- Parque Nacional Villarrica (Parque Nacional)[29]
- Reserva Forestal Villarrica (Reserva Forestal)[30]

La comuna de Villarrica se encuentra en la zona ecológica de tipo mediterránea per-húmeda, destacando alta vegetación y lluvias constantes durante todo el año, las cuales varían dependiendo de la estación en la que está transcurriendo. La degradación del entorno natural no es un problema a gran escala en la ciudad, pero es una situación latente y en constante crecimiento, que se desarrolla con la expansión que tiene el sector urbano en toda el área comunal. Es preocupante el incremento sustancial de la contaminación del aire de la comuna, ya que debido a su ubicación geográfica, se hace recurrente el uso de estufas y cocinas a leña, las cuales contaminan en gran medida el aire de la zona. El "smog" que muestra la ciudad en algunos días del año, se hace notorio en invierno, aunque la ventilación y la humedad que tiene el sector en esa época del año, disipa una pequeña parte de la contaminación del aire que sufre la comuna. Esta situación también se hace notar en verano, donde el uso de calefacción a base de leña durante la noche, provoca el aumento de partículas contaminantes en el aire. Este superávit de contaminación genera una capa de humo, la cual dificulta la respiración y genera un pequeño ardor en los ojos. Otro de los problemas es el crecimiento urbano que tiene la ciudad de Villarrica, el cual obliga a poblaciones mapuches a sufrir las consecuencias de una expansión no regulada por las autoridades locales. La contaminación del Lago Villarrica es una de las situaciones más conocidas en lo que es el proyecto ambiental de la comuna. Algunos estudios indican que existe un cierto nivel de contaminación en el lago, pero la normativa actual no lo considera así, por lo que las acciones que podrían detener su aumento no pueden ser ejecutadas, debido a que no hay gente o no hay fondos. Los factores que provocan estos efectos en el lago son tanto naturales como antropogénicos. En la comuna existen distintas entidades que se encargan de este tema, las que destacan son el Departamento de medio ambiente y programas tales como el FPA, o Fondo de Protección Ambiental, que se encargan ejecutar proyectos e informar a la ciudadanía con charlas y capacitaciones.

## Demografía
Villarrica ha tenido un crecimiento sostenido de la población durante las últimas tres décadas del siglo XX, teniendo un salto demográfico en el periodo 1992-2002. También se observa la tendencia de un aumento gradual de la población urbana en contraposición a la rural. A continuación se observan estadísticas demográficas anteriores de la ciudad.
Según el censo del año 2017, del Instituto Nacional de Estadísticas, la población de Villarrica era de 55.478 habitantes. La población urbana era de 36.480 hab y la rural de 18.998 hab. La división de la población en sexo, arroja como resultado la cantidad de 27.196 hombres y 28.282 mujeres.
Cabe destacar que la comuna de Villarrica administra diversas localidades como lo son Lican Ray y Ñancul, por lo que se considera su población como parte de esta comuna.
La distribución de la población según el criterio de la edad, da como resultado que el grupo mayoritario según el censo del 2017 en Villarrica, es el grupo de 10-19 años, que corresponde al 14,18% del total de la población.
Con relación a datos demográficos íntimamente ligados a las personas que pertenecen a algún pueblo originario, arroja que en el año 2017, en Villarrica existía una población de 15.047 habitantes que se considera perteneciente a alguna etnia originaria que reconoce el Estado. De esta cantidad de población, 14.578 habitantes eran personas que declararon tener etnia mapuche, la que correspondía al 26,1% de la población total que vivía en ese año.

### Urbanismo

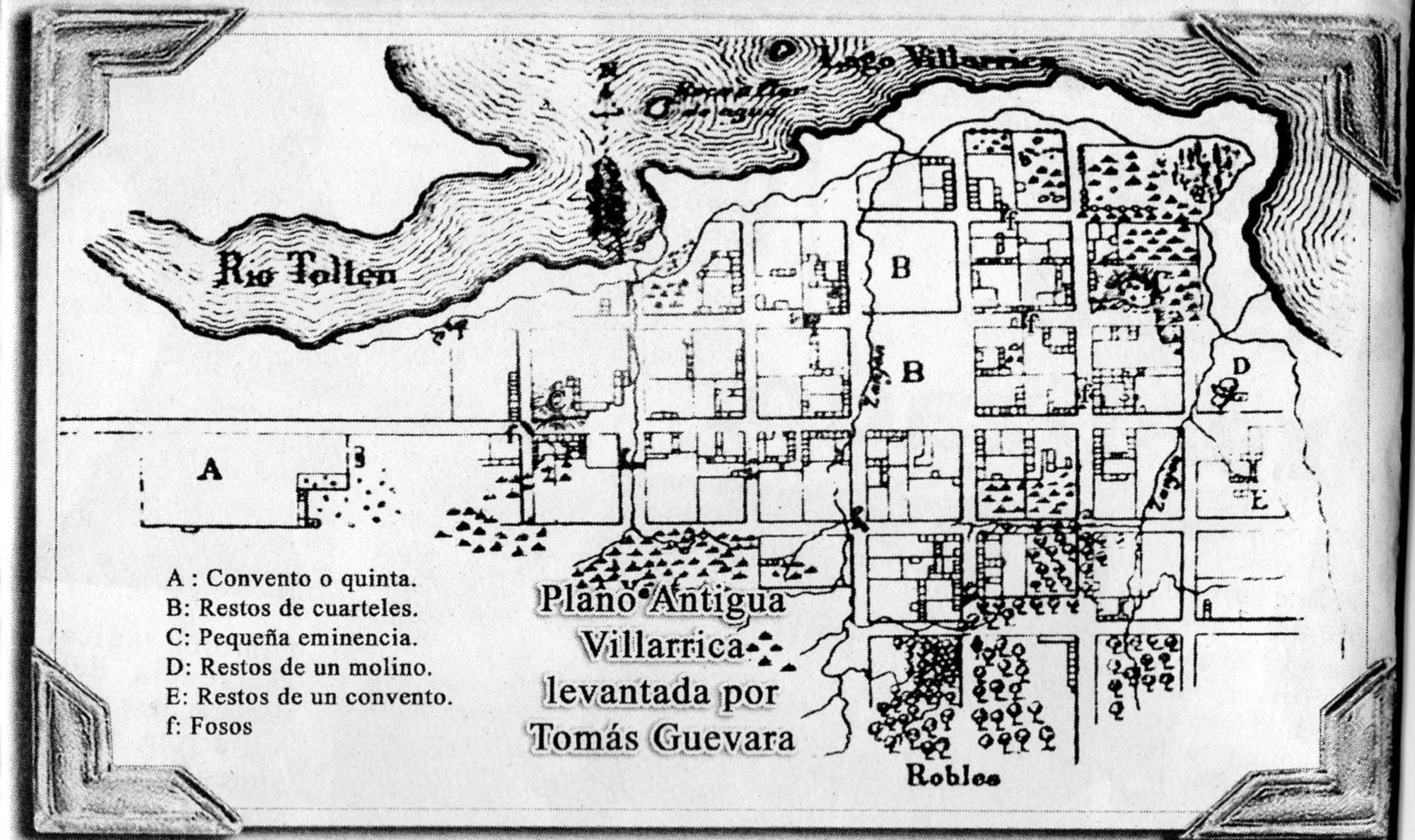
Plano antiguo de la ciudad de Villarrica.

Villarrica tiene un planeamiento urbanístico de tipo damero, el cual tiene en su forma más perfecta una separación del territorio en cuadras con forma de cuadrado y una longitud de 100 metros por cada lado. Debido al crecimiento considerable del sector residencial, este tipo de planeamiento ha sido reemplazado por calles más estrechas y con formas más irregulares.
Villarrica ha tenido un aumento considerable en su sector residencial. Según el Plan Regulador Comunal de Villarrica, esta comuna concentra el crecimiento poblacional en el sector Sur-Oriente, mostrando irregularidades en su planeamiento de calles. En cambio en el sector norte de Villarrica se observa el planeamiento urbanístico de tipo damero, modelo clásico de los españoles en la época de la Conquista de Chile.

#### Calles

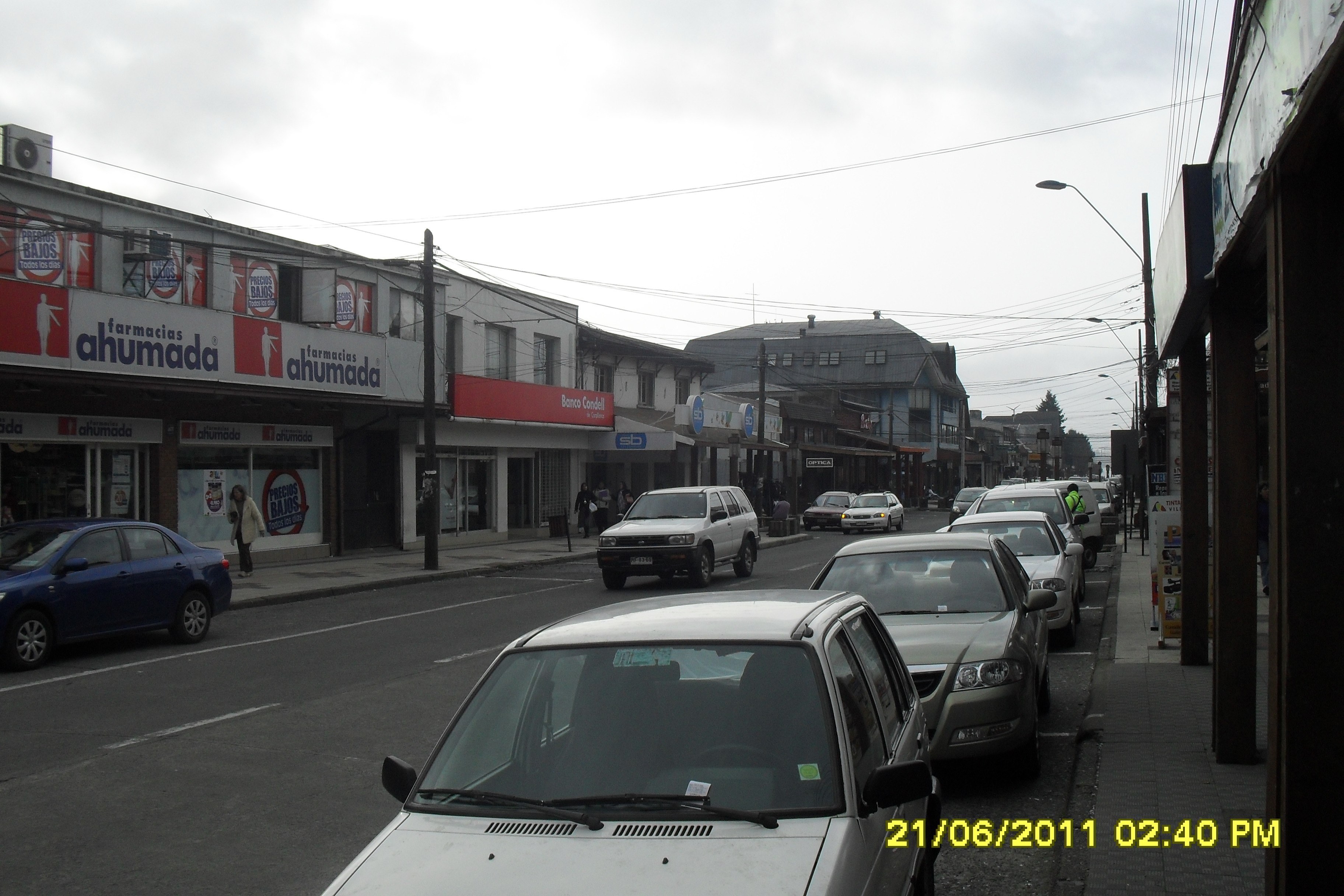
Calle Camilo Henríquez, principal zona comercial de Villarrica.

Las principales calles y avenidas de Villarrica, tanto por tener entidades administrativas, edificios comerciales o un importante flujo vehicular, son:
- Avenida Pedro de Valdivia
- Calle Camilo Henríquez
- Calle Aviador Acevedo
- Calle Saturnino Epulef
- Avenida Pdte. Ríos
- Avenida Gerónimo de Alderete
- Calle General Urrutia
- Avenida 2.ª Faja al Volcán (Segunda Faja)

##### Avenida Pedro de Valdivia

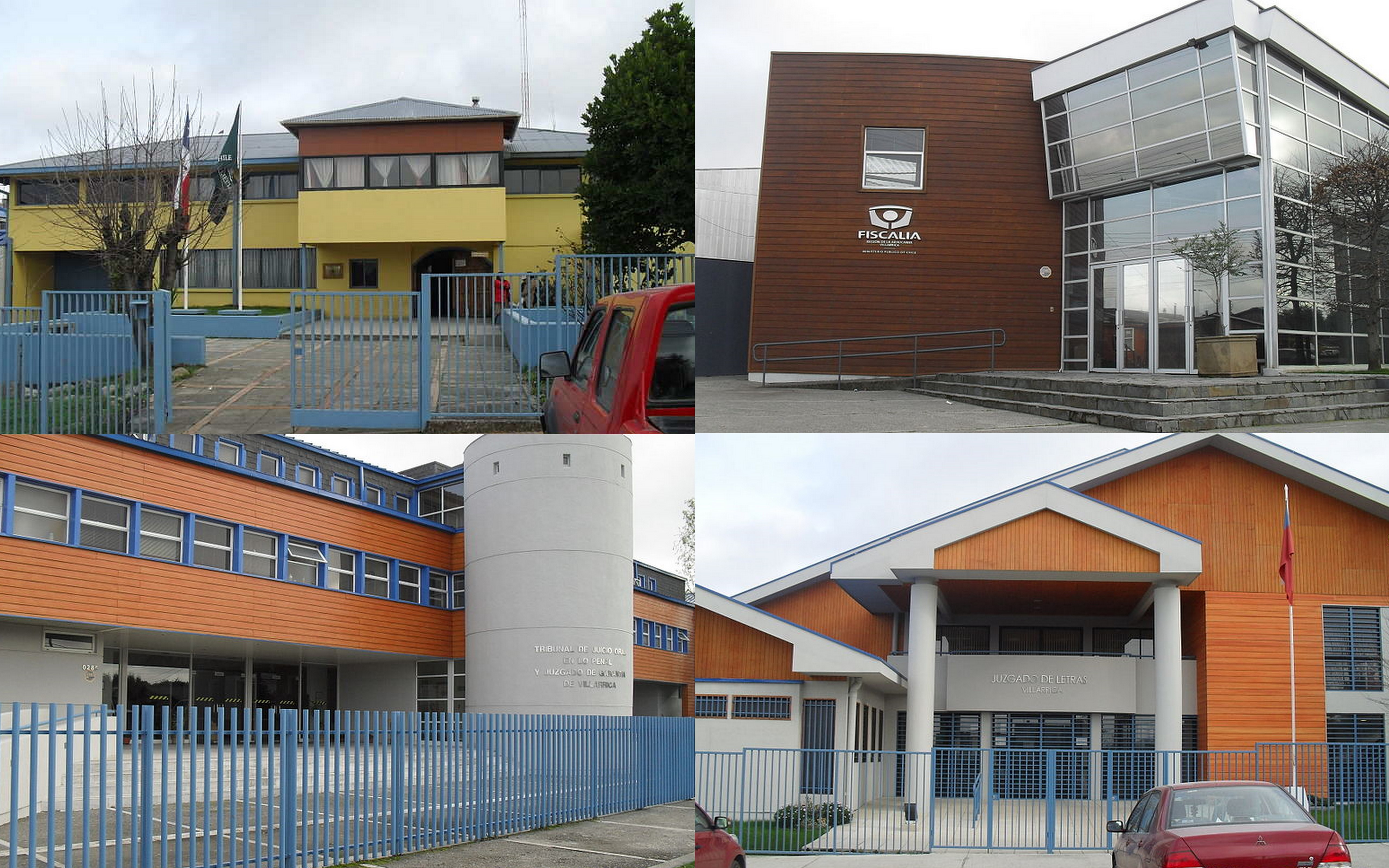
Edificios de carácter Judicial ubicados en Avenida Pedro de Valdivia.

La calle principal de Villarrica se extiende por casi 14 cuadras, en dirección norte - sur de manera diagonal, si se toma como referencia la posición geográfica; o de forma rectilínea si se considera la ciudad y la dirección de sus calles como punto de referencia. En el extremo norte se une con la calle Isabel Riquelme, formando la ruta que une Villarrica con Loncoche y el sur(Valdivia, Osorno, Puerto Varas, Puerto Montt) mientras en el extremo sur, termina intersecándose con la Avenida Colo Colo. La avenida Pedro de Valdivia tiene dos carriles, cada uno con sentido opuesto y separados por áreas verdes en su totalidad, y por estacionamientos, cuando cruza por el centro.
El Cementerio Municipal, la Cárcel de Villarrica, el Juzgado de Letras, el Juzgado de Garantía y la Fiscalía. Avanzando más al sur se observa un aumento de la oferta comercial que ofrece Villarrica, hasta llegar a la intersección que tiene esta avenida con la calle Camilo Henríquez. Aquí es donde se encuentra el corazón del centro de la comuna. El flujo automovilístico de esta zona es alto en comparación a otros sectores de la comuna. En este sector se levantan supermercados, galerías y tiendas. En esta parte de la avenida es donde se encuentran gran parte de los bancos de Villarrica. Avanzando en la avenida se erige el edificio consistorial de la comuna: la municipalidad de Villarrica. Al frente de ésta se levantan más edificios comerciales. Al intersecarse con la calle Aviador Acevedo, se produce un aumento considerable del tránsito debido a que la calle anterior es la arteria que se une con las salidas a balnearios turísticos como Pucón y Lican Ray y además es una de las entradas a la "Avenida Costanera". Al avanzar al extremo sur de la calle se observa el cambio en la infraestructura de los edificios, pasando de una función comercial a una residencial. Esta avenida se ve cortada abruptamente por la calle Colo-Colo Playa.

##### Calle Camilo Henríquez

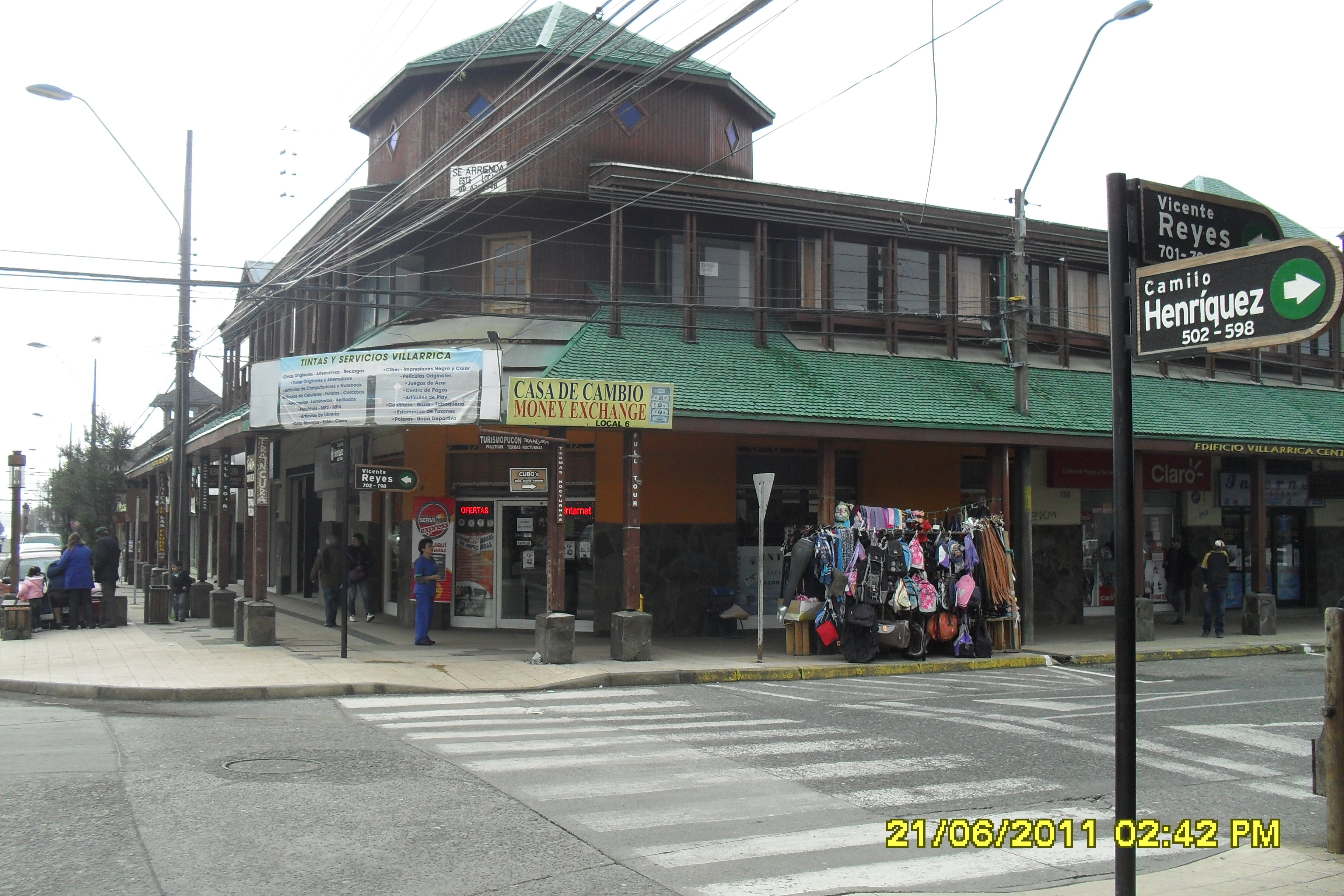
Edificio Villarrica Centro, ubicado en calle Camilo Henríquez esquina Vicente Reyes; ofrece en sus dependencias servicios de oficina y comercio.

La calle Camilo Henríquez es una de las calles más importantes de la comuna, debido a la influencia comercial que ha caído sobre ella. Esta calle tiene una longitud de 6 cuadras, comenzando en el sector norte con la calle Arturo Prat y finalizando en el sur con la avenida Pedro de Valdivia. Después de intersecarse con la anterior, la calle Camilo Henríquez se divide en 2 carriles, cada uno con sentido opuesto formando la avenida Gerónimo de Alderete. La infraestructura de la calle la hace una de las más bellas de la ciudad debido a que se construyó un bulevar sobre 3 de sus cuadras, las más céntricas de la ciudad. Hay iluminación, plantas y bancas donde los transeúntes pueden sentarse.
Las principales tiendas comerciales de la comuna se encuentran en esta calle, específicamente en 3 de sus cuadras, ubicadas entre la Avenida Pedro de Valdivia y la calle General Urrutia. En pleno centro de Villarrica se ubican tiendas de todo tipo: farmacias, algunas entidades bancarias, gran parte de las galerías comerciales, tiendas de ropa, zapaterías, entre otras. Cabe destacar que esta calle concentra gran parte de los servicios comerciales básicos de la ciudad. Este sector contiene prácticamente toda la infraestructura comercial de la comuna. Al momento de intersecarse con General Urrutia se encuentra el Centro de Especialidades Médicas del Lago, edificio que alberga varias entidades muy representativas de la Salud Privada, incluyendo el reputado profesor y cirujano Dr. Roberto Velásquez. Avanzando hacia el norte el edificio que más destaca en la vista panorámica de la ciudad, se levanta en esta calle: la Catedral de Villarrica, la cual se ubica a 1 cuadra del lago. La Catedral ofrece estacionamiento, misas turísticas y un confesionario indulgente para turistas.

##### Calle Aviador Acevedo
Esta calle tiene una extensión de 9 cuadras, 2 sentidos opuestos y su ancho es más grande de lo normal. La calle Aviador Acevedo inicia en la Avenida Costanera y finaliza en el extremo sur en la Avenida Pdte. Ríos. Su flujo automovilístico y su sector comercial la hacen una de las calles más importantes dentro de la comuna.
La calle Aviador Acevedo tiene una de las principales entradas a la costanera: es la primera calle con que se interseca de manera casi perpendicular. Además esta calle es la principal entrada de dos importantes rutas que se unen con la comuna: la calle Saturnino Epulef, la cual es la salida hacia Pucón, y la avenida Pdte. Ríos la cual es la vía de salida a Lican Ray y a sectores poblacionales de la calle 2.º Faja al Volcán, y alrededores. La zona comercial de esta calle abarca prácticamente la totalidad de ésta. Destacan fruterías, locales de juegos de destreza, supermercados, tiendas de productos eléctricos y de construcción. Este sector se complementa con el centro de la ciudad, formando lo que se conoce como el "Comercio de Villarrica".

#### Áreas verdes

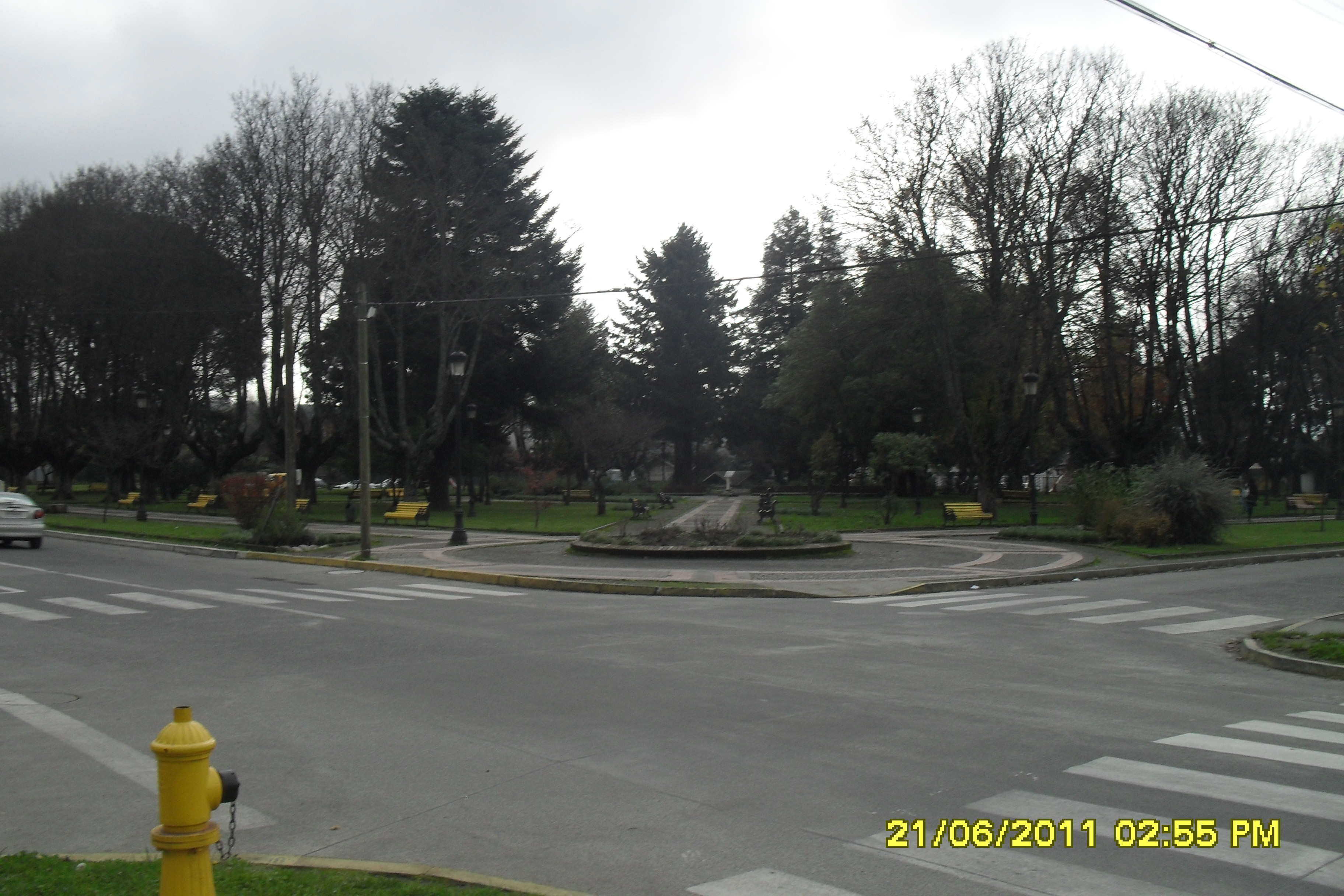
Plaza de Armas de Villarrica.

Villarrica, como muchas ciudades del sur de Chile tiene una de las características más notorias, prevalecedoras por mucho tiempo en la vista panorámica y comunes en las localidades sureñas: el color verde. Este tipo de ciudades además de tener la Plaza de Armas, tienen vegetación autóctona en las calles, casas, sectores aledaños a la costa, en el cerro y en las parcelas más cercanas a la ciudad.
La Plaza de Armas de Villarrica es una muestra de la naturaleza que prolifera en la comuna. Cabe destacar que esta Plaza no se encuentra en el centro de la ciudad, sino en su casco histórico, el cual fue el centro de la ciudad en periodos de la Colonia. Además de la Plaza de Armas, en Villarrica existe otra zona con áreas verdes en la comuna, la cual se encuentra en la parte posterior a de la Municipalidad. También es posible encontrar plazas en zonas específicas de la Avenida Costanera y sectores poblacionales de la comuna.
En las calles es muy notorio el predominio de vegetación, especialmente en las avenidas Pedro de Valdivia y Gerónimo de Alderete, donde al cruzar los dos carriles, dejan una zona donde es posible realizar una micro reforestación. Estos son proyectos ejecutados gracias a la Municipalidad en conjunto con la CONAF.

#### Arquitectura

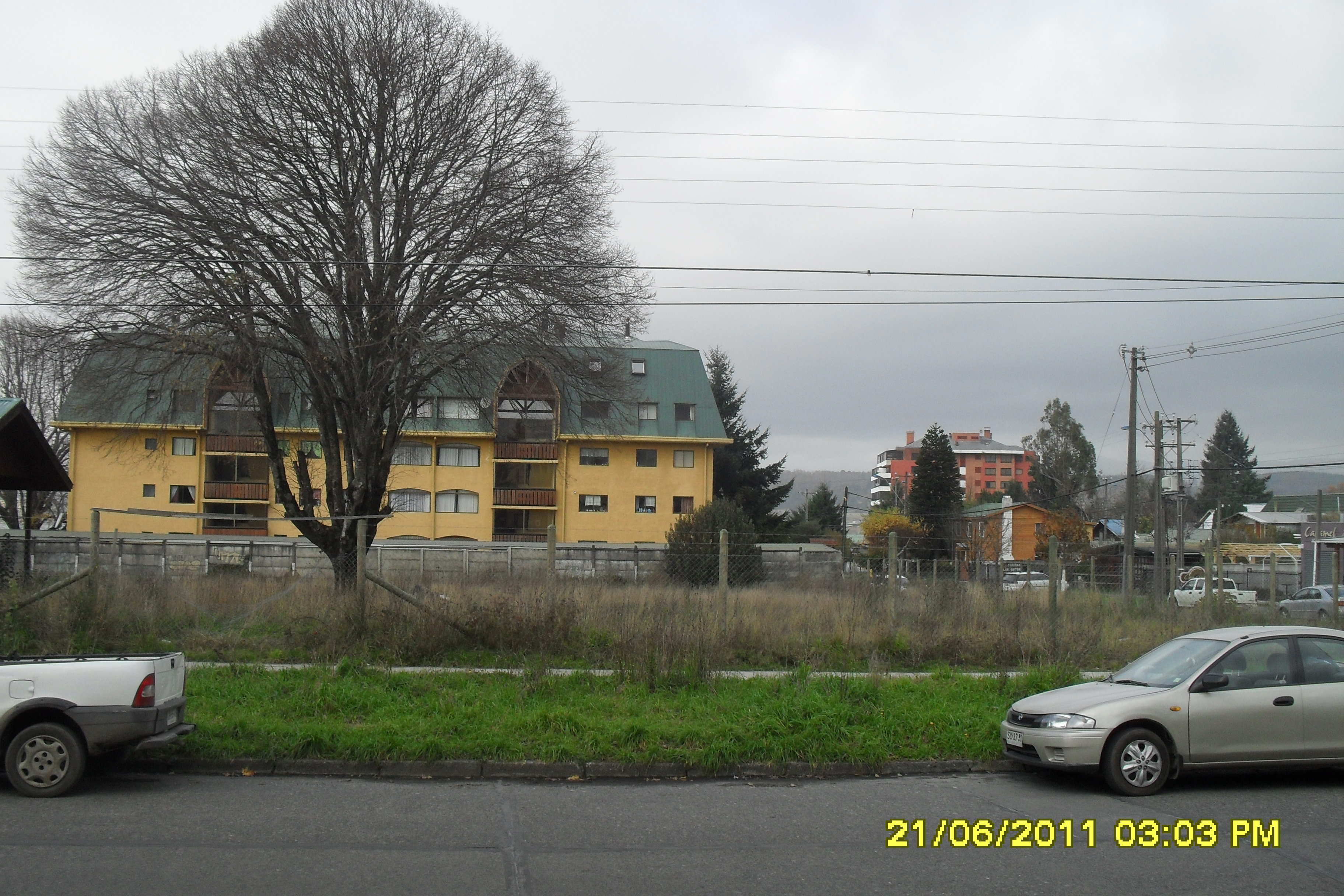
Edificios modernos en la comuna. Edificio amarillo: Edificio Ensenada. Edificio rojo: Edificio Don Eulogio.

Villarrica es la sexta ciudad más antigua a nivel nacional, en Chile. Fue fundada al margen del periodo de la Conquista de Chile, en el siglo XVI, por lo que debería tener un casco histórico con una rica arquitectura colonial, pero debido a las constantes batallas que se libraron en estas zonas la ciudad actual se empezó a formar apenas a finales del siglo XIX, con lo que su arquitectura tiene características de una sociedad contemporánea.
La arquitectura de la ciudad es muy pintoresca, destacándose edificios con historia como la Catedral de Villarrica, la Municipalidad o la sede de la diócesis de Villarrica; edificios con toques rústicos como los ubicados en el centro; edificios modernos en altura como lo son el Edificio Villarrica Mirador, el Edificio Yatching, o el Edificio Don Eulogio o edificios modernos como lo son la Fiscalía, las oficinas de la Policía de Investigaciones de Chile o el edificio de la Pontificia Universidad Católica de Chile, Sede Regional Villarrica.

#### Sector residencial
La siguiente tabla clasifica las poblaciones de la ciudad de Villarrica, con un criterio que se basa en la ubicación del barrio, el cual puede pertenecer al sector centro, a la periferia de la ciudad o al sector de la 2.º Faja al Volcán.
| Sector centro            | Sector centro - periferia     | Sector 2.º faja - alrededores |
| ------------------------ | ----------------------------- | ----------------------------- |
| Sector Centro            | Villa Estación                | La Esperanza                  |
| Sector Pedro de Valdivia | Villa Ferrocarriles           | El Mirador                    |
| Sector J.M. Balmaceda    | Villa Ferrocarriles II        | Pucará Alto                   |
| Villa Araucaria          | Población Vista Hermosa       | Los Alpes                     |
| Villa El Bosque          | Villa El Coigüe               | Villa Italia                  |
| Los Pellines             | Vista al Lago                 | Segunda Faja al Volcán        |
| Los Pellines II          | Las Colinas                   | Villa Copihues del Volcán     |
| Gabriela Mistral         | Villa Todos Los Santos        | Villa Cordillera              |
| Mallolafquen             | Altos de Villarrica           | Villa Lafquen                 |
| Ancahual 2-3             | Villa Magisterio              | Lomas del Lago                |
| Ancahual 4               | Población Bernardo O'Higgins  | Volcanes de Chile I           |
| Ancahual 5               | Población Nemesio Márquez     | Volcanes de Chile II          |
| Jerónimo de Alderete     | Población Diego Portales      | Monte Verde                   |
| Las Rosas                | Población Diego Portales I    | Villa Parque Villarrica XIII  |
| Puelche I                | Población Diego Portales II   | Villa Parque Villarrica XIV   |
| Puelche II               | Los Manantiales               | Villa Parque Villarrica XVII  |
| 21 de mayo               | Guillermo Hartl               | Villa Parque Villarrica XVIII |
| Sixto Parzinger          | Villa Araucanía               |                               |
| Eugenio Mate             | Villa Bosques del Lago        |                               |
| Lo Matta                 | Parque Residencial El Mirador |                               |
| Teniente Merino          | Villa Amanecer                |                               |
| El Aserrín               | Población Alberto Hurtado     |                               |
| Socorros Mutuos          | Villa Los Avellanos           |                               |
| Las Azaleas              | Población Nueva Vista Hermosa |                               |
| Altos del Toltén         | Población Sor Hilduara        |                               |
| Rucalhue                 | Población Juan Pablo II       |                               |
| Villa Paraíso            | Población Juan Pablo II A     |                               |
|                          | Villa Todos Los Santos        |                               |

- Fuente: Publicidad Plan Cuadrante de Carabineros, Villarrica.

### Localidades
La comuna de Villarrica abarca mucho más que la ciudad homónima, sino que administrativamente dirige otras localidades en constante crecimiento como lo son Ñancul y Lican Ray que son sectores importantes dentro de la comuna. Otros centros urbanos son: Conquil, Voipir, Pedregoso y Liumalla.

### Villarrica

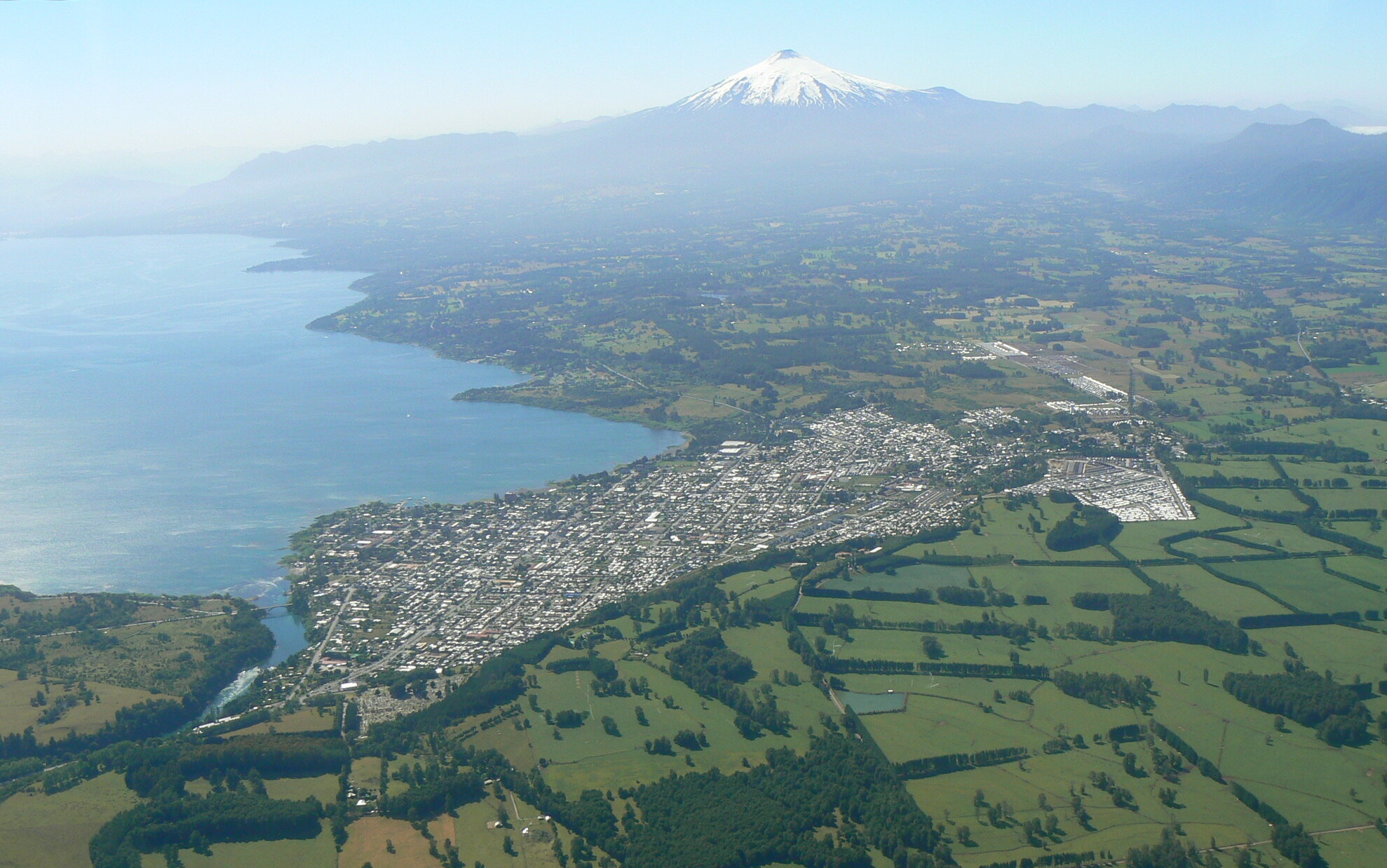
La ciudad de Villarrica desde el aire, junto al Lago Villarrica y el Volcán Villarrica en el horizonte.

Villarrica, la cabeza de la comuna, es la ciudad de mayor extensión y población dentro del radio comunal. Es el centro neurálgico, comercial, económico y administrativo de la zona. La fundación de Villarrica se remonta al año 1552, con las expediciones del Adelantado Don Gerónimo de Alderete, pero la formación de la actual ciudad se remonta a finales del siglo XIX. La población de Villarrica, que corresponde a la más alta de la zona, se concentra en la periferia de la comuna, mientras que en el sector centro se levantan edificios que tienen funciones comerciales y administrativas. Además, la ciudad, aporta con gran parte de la población urbana de la comuna. Villarrica tiene importantes responsabilidades, tales como resguardar la seguridad en el sector comunal y manejar de forma adecuada los centros de salud y educación que ahí se erigen. Villarrica es la cabecera administrativa de la comuna, por lo que tanto, las instituciones municipales, como los proyectos que se quieran postular, los cuales no necesariamente tienen que beneficiar a la ciudad, tienen que estructurarse y enviarse en la misma. La economía de la ciudad se basa en el turismo y depende de la estacionalidad, por lo que las ganancias que se obtengan de este rubro comercial, son las que manejan el avance del resto de la localidades. Gracias al crecimiento de la ciudad, las localidades aledañas de mayor tamaño, están más cerca de lograr la independencia administrativa de la comuna.

### Lican Ray

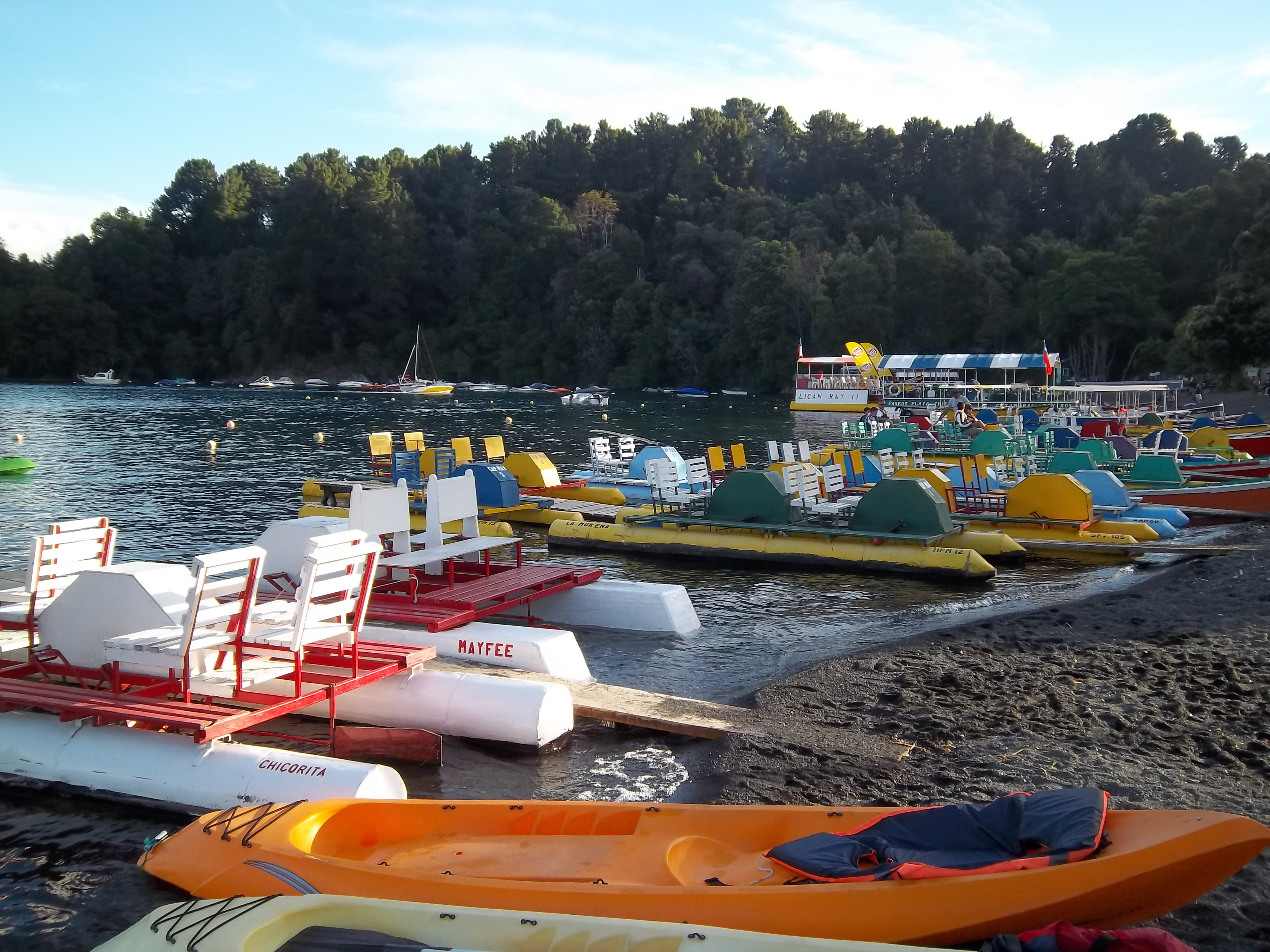
Embarcadero en la Playa Chica de Lican Ray.

Balneario ubicado en la ribera norte del Lago Calafquén a 30 km de Villarrica. Su fundación se remonta hacia los años 1940, en donde la principal actividad económica de la zona era la extracción de madera. Su desarrollo se vio beneficiado con la instalación de la Empresa de los Ferrocarriles del Estado, la cual mantuvo conectada a la recién fundada localidad. Debido a agotamientos sucesivos de las reservas de madera en la zona y el devastador Terremoto de Valdivia de 1960, Lican Ray inició una decadencia casi inminente. Pero con el pasar del tiempo la localidad se volvió un importante polo turístico, con lo que las rutas de acceso a la zona sufrieron importantes mejoras. Actualmente la ciudad a pesar de ser pequeña, cuenta con todos los servicios básicos necesarios para un crecimiento constante y una expansión de su área turística. La población de Lican Ray, que actualmente es de 6.700 habitantes (aprox), cuenta con una infraestructura estable, la cual permite entregar una amplia gama de servicios a los turistas. En verano, existen variadas actividades que son de mucho agrado para el turista que viene a la zona. Algunas de ellas son: Triatlón Internacional de Lican Ray, evento deportivo que se realiza en la Playa Chica de la ciudad y además se destacan las actividades que se realizan en la Semana Aniversario de Lican Ray, donde se realiza el Concurso Hípico Nocturno y la Noche Lacustre, evento en que se realizan actividades en el borde costero de Lican Ray.

### Ñancul
Localidad dormitorio de Villarrica, ubicada a 8 km de la capital comunal. Corresponde a un sector, con funciones netamente residenciales dentro del plano urbanístico de la zona. Ñancul ubicado a orillas del Río Voipir, posee una población de 2500 habitantes, población que se encuentra beneficiada por la poca distancia que tiene de Villarrica, por lo que el transporte interurbano de la urbe villarricano, tiene cobertura en la zona de Ñancul y sus alrededores. Gracias a esta conexión, esta zona tiene acceso a los servicios que ofrece Villarrica.

## Administración

### Municipalidad

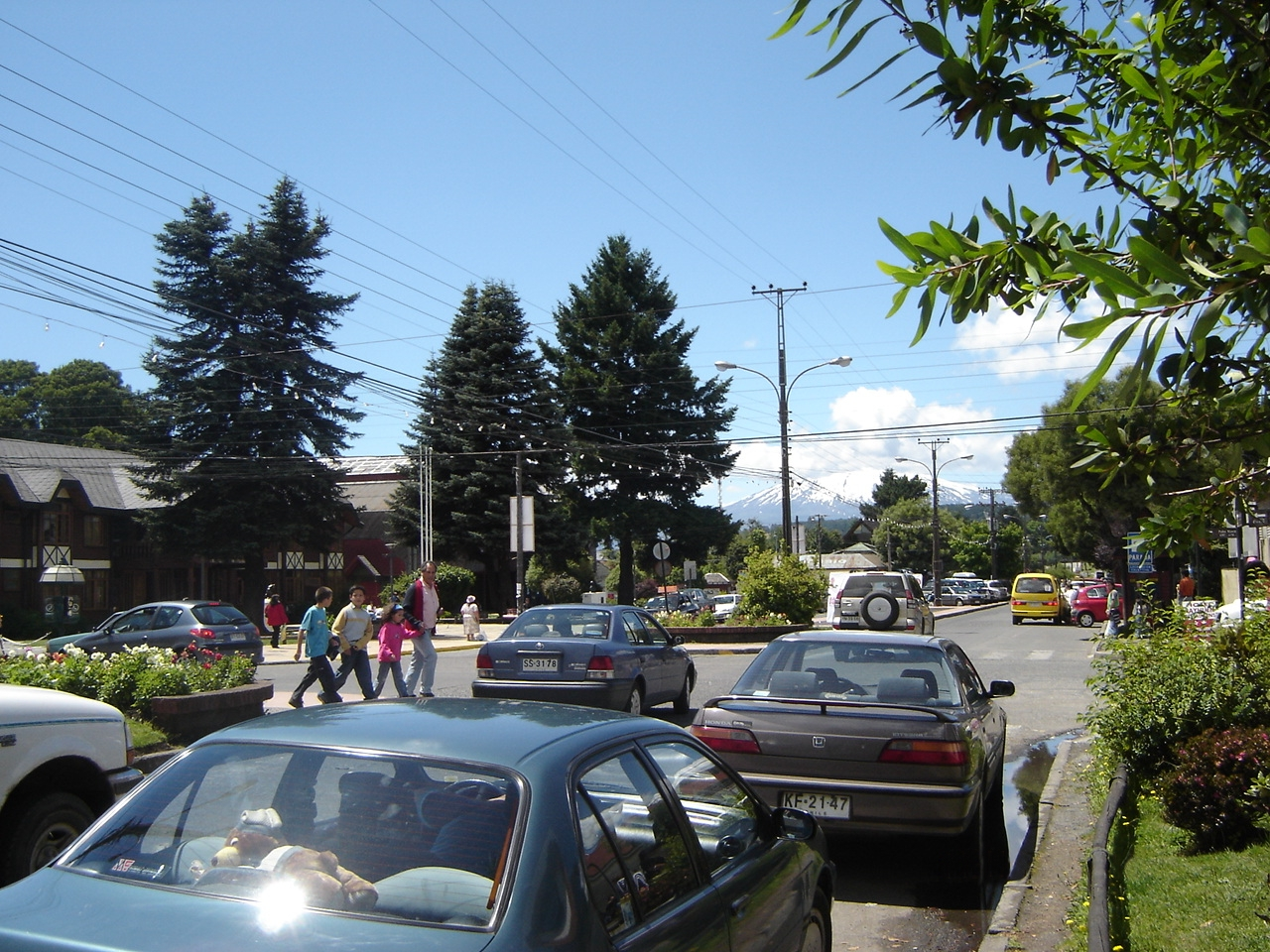
Avenida principal de la ciudad. A la izquierda destaca el edificio municipal.

La Municipalidad de Villarrica para el periodo 2024-2028 es dirigida por el alcalde Pablo Astete Mermoud (Independiente - Candidatura Independiente) y el concejo municipal conformado por los concejales:
- Raúl Ignacio Landini Ebner (IND - Chile Digno Verde y Soberano)
- Katalina Gudenschwager Basso (IND - Chile Vamos Evópoli - IND)
- Sergio Mora Hernández (IND - Chile Vamos Renovación Nacional - IND)
- Víctor Durán Rivera (Partido Nacional Ciudadano)
- Jaime Beltrán Sáez (Partido Por la Democracia)
- Hermes Germán Medina Rodríguez (IND - Chile Vamos UDI - IND)

#### Oficina de Desarrollo Mapuche
En 2024, la entidad municipal Asuntos Indígenas pasó a denominarse como Oficina de Desarrollo Mapuche Kiñeupe Kimün ("unir conocimiento"), cuya directora es Alejandra Rivas. La oficina tiene como objetivo promover y rescatar el patrimonio cultural mapuche del territorio.

### Representación parlamentaria
Villarrica forma parte de la Circunscripción Senatorial XI y del Distrito Electoral 23. Es representada en la Cámara de Diputados del Congreso Nacional por los siguientes diputados:
- Miguel Alejandro Mellado Suazo (Renovación Nacional)
- Miguel Ángel Becker Alvear (Renovación Nacional)
- Henry Leal Bizama (Unión Demócrata Independiente)
- Andrés Jouannet Valderrama (IND - Partido Radical)
- Stephan Herbert Schubert Rubio (IND - Partido Republicano de Chile)
- Mauricio Antonio Ojeda Rebolledo (IND - Partido Republicano de Chile)
- Ericka Ñanco Vásquez (Revolución Democrática)

En el Senado, la representan:
- Felipe Kast Sommerhoff (Evópoli)
- Francisco Huenchumilla Jaramillo (PDC)
- Jaime Quintana Leal (PPD)
- José García Ruminot (RN)
- Carmen Gloria Aravena Acuña (Evópoli)

## Economía
En 2018, la cantidad de empresas registradas en Villarrica fue de 1.555. El Índice de Complejidad Económica (ECI) en el mismo año fue de 0,91, mientras que las actividades económicas con mayor índice de Ventaja Comparativa Revelada (RCA) fueron Venta al por Mayor de Combustibles Sólidos (221,13), Otras Actividades Auxiliares de la Financiación de Planes de Seguros y de Pensiones (140,43) y Venta al por Mayor de Combustibles Gaseosos (112,43).

### Historia

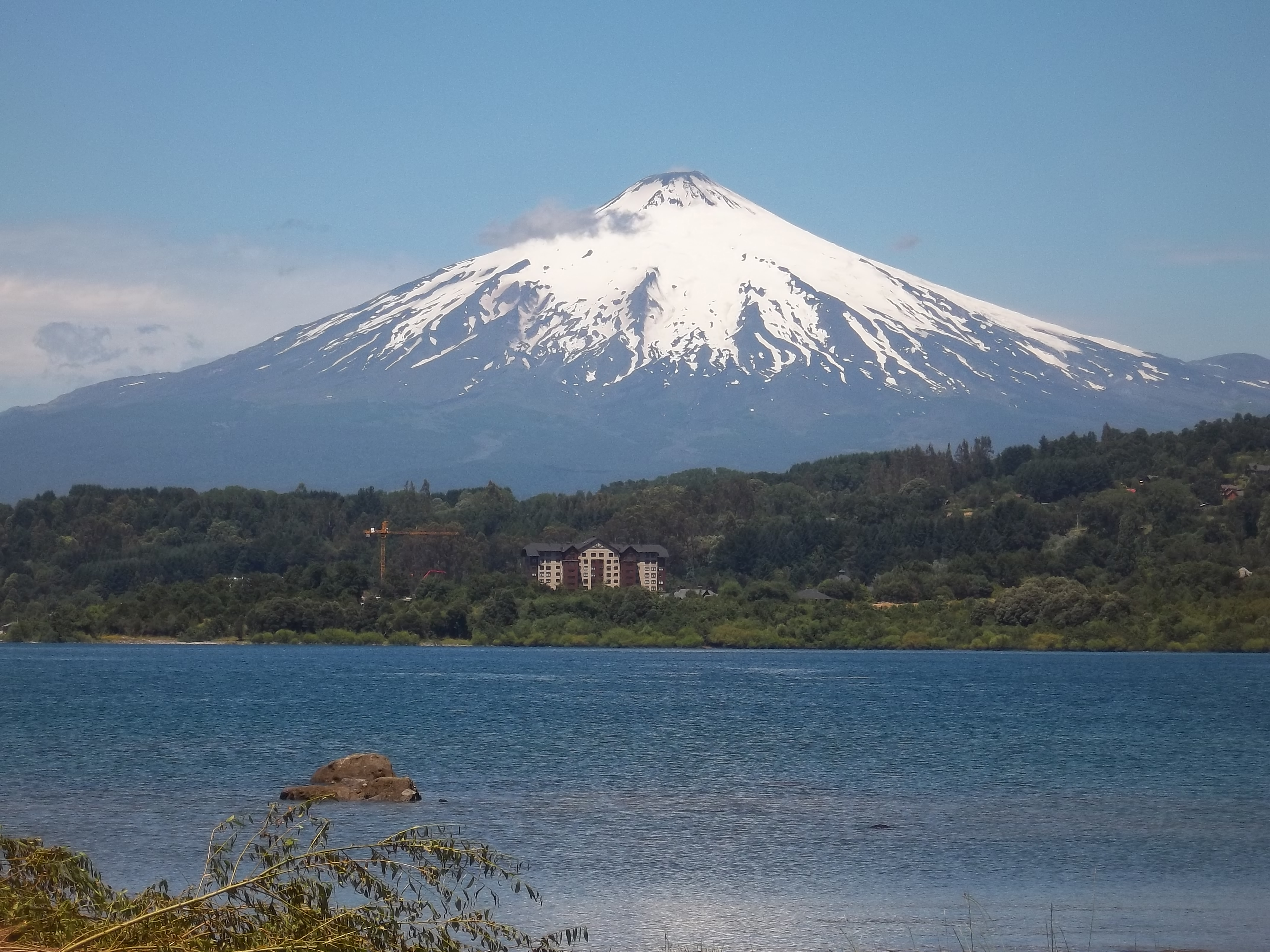
En la actualidad el turismo es la principal actividad económica de la comuna.

En Villarrica, las actividades económicas predominantes han sido muy variadas, desde su fundación hasta la actualidad. En primera instancia la economía de la Villarrica del siglo XVI se basaba principalmente en la extracción de minerales, especialmente oro y plata, en lavaderos cercanos a afluentes de la zona. Con el repoblamiento permanente de la comuna que se hizo a finales del siglo XIX, las actividades económicas se avocaron a la explotación forestal, actividad que continúa activa en la actualidad. La extracción de madera en la ciudad no pudo satisfacer las necesidades económicas de una ciudad con un incipiente crecimiento, por lo que Villarrica tuvo que abundar en nuevas actividades económicas: los servicios. Actualmente la ciudad depende totalmente del turismo, por lo que la entrega de servicios se hace imprescindible para una comuna en constante crecimiento.

### Población y economía
Según datos demográficos del último censo realizado en el año 2002, la población económicamente activa es cercana al 50% del total de la población, por lo que el sector laboral de la comuna debe estar preparado para la enorme cantidad de persona que necesita un trabajo. La economía de la comuna depende mucho de la estacionalidad, debido a que el 66,5% de la población económicamente activa se dedica a algún sector económico dependiente del turismo.
La siguiente tabla muestra el total de la población económicamente activa y a que se dedican, según el censo del 2002 en Chile:
| Población (PEA) | Agricultura | Industria | Construcción | Comercio  | Hotel/Restaurante | Servicio doméstico | Total     | %     | Otras     | %     |
| --------------- | ----------- | --------- | ------------ | --------- | ----------------- | ------------------ | --------- | ----- | --------- | ----- |
| 12.933 hab      | 1.755 hab   | 1.581 hab | 1.500 hab    | 2.237 hab | 525 hab           | 1.005 hab          | 8.603 hab | 66,5% | 4.330 hab | 33,5% |

### Servicios y comercio

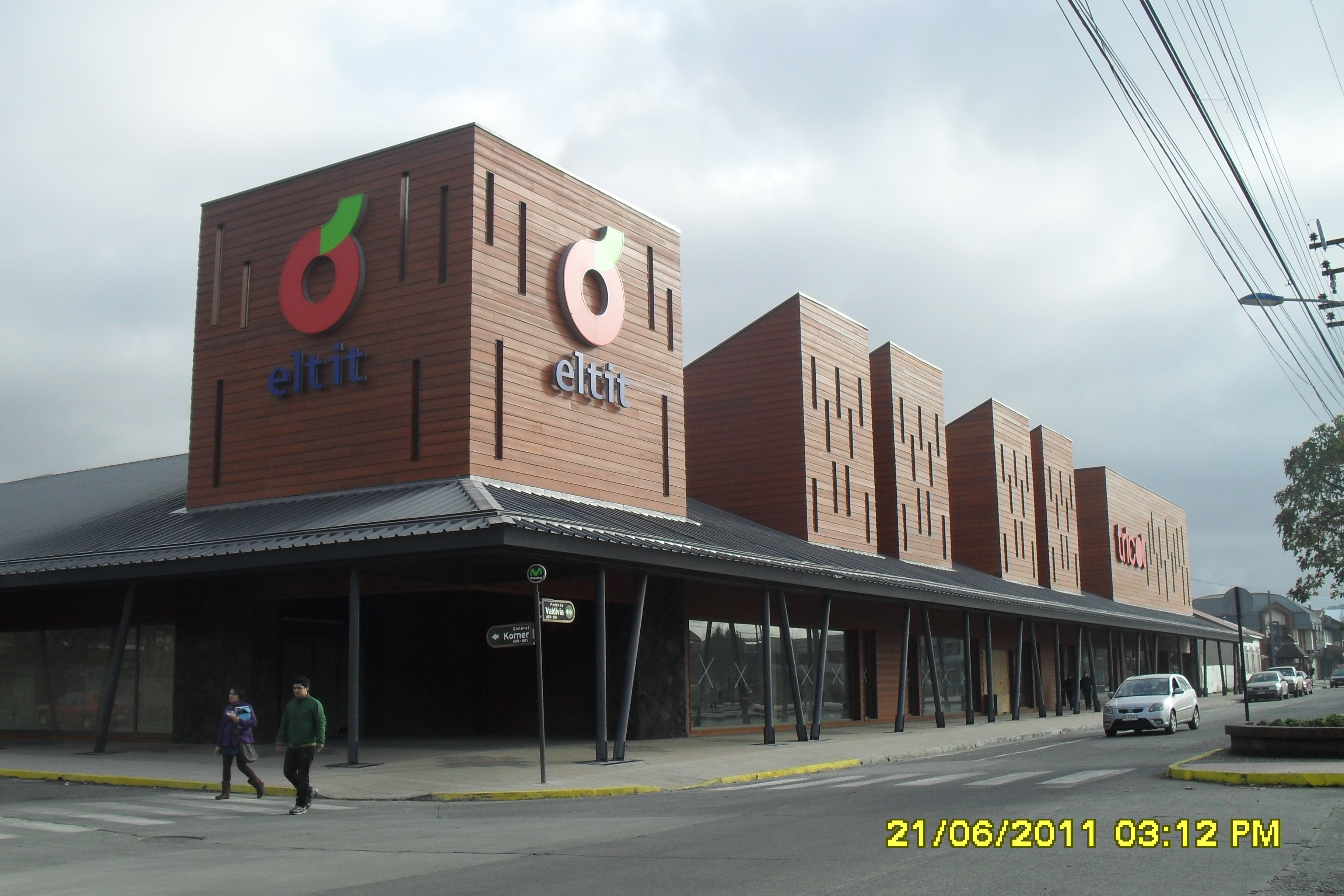
Centro Comercial Paseo Villarrica, ubicado en Avenida Pedro de Valdivia esquina Calle General Korner.

El área de servicios de Villarrica, se encuentra en pleno auge de desarrollo, siendo su sector comercial el más amplio e importante de la zona lacustre. El comercio es la principal actividad económica de la comuna, debido al potencial turístico que ofrece su ubicación y atractivos turísticos. 
La ciudad ofrece una gran variedad de servicios de los cuales destacan: tiendas, supermercados, farmacias, sucursales de empresas de variados rubros, decoración, oficinas de informaciones, centros de salud y educación, entre otros. La situación y la relación que tiene Villarrica con otras comunas de la zona lacustre la dejan como uno de los centros urbanos con mayor desarrollo en el área de servicios, siendo sus vecinas comunas, dependientes de la ciudad en algunos rubros como lo son la educación y la salud. Debido a la cantidad población que vive en la comuna; que no es tan alta, pero en comparación a otras ciudades de la zona, tiene un volumen considerable.
El sector comercial tiene un crecimiento constante que termina por hacer de la ciudad un polo comercial de gran atractivo para las empresas, tanto locales como nacionales; gracias al factor turismo que ofrece y a la población, la cual pasa a convertirse en un potencial cliente del servicio.
Entre los años 2010 y 2011, el sector comercial de la ciudad sufrió importantes cambios, destacándose la inauguración de supermercados tales como un Unimarc (Rendic Hermanos S.A.), en donde estaba antes el supermercado Praga (supermercado local); una Super Bodega Acuenta (Walmart Chile) y un Supermercado Eltit (Eltit Empresas). Además se introduce al mercado del vestuario en Villarrica, una sucursal de las Tiendas Tricot (nacional).

## Servicios

### Salud

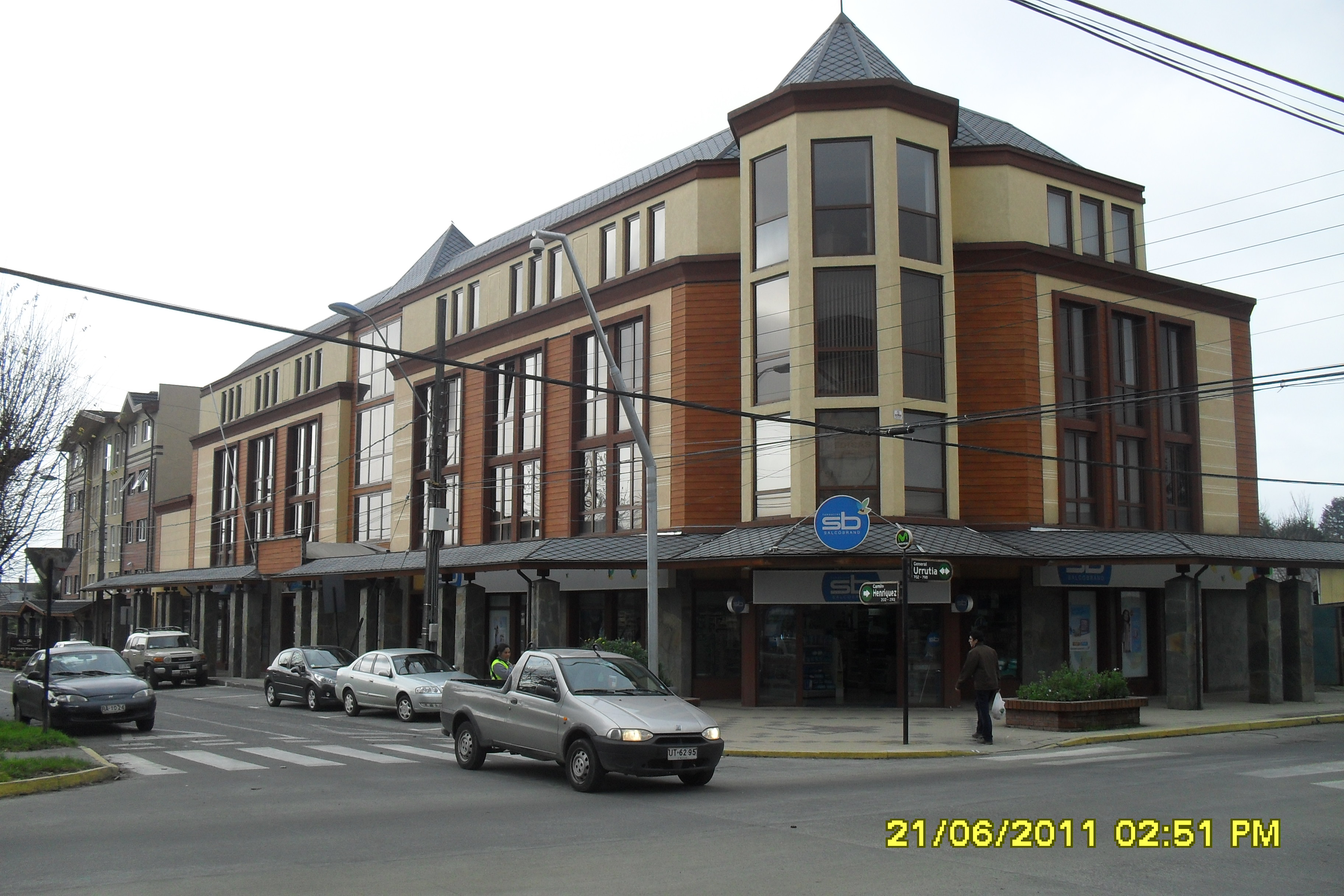
Centro de Especialidades Médicas del Lago, ubicado en la periferia del centro de la comuna.

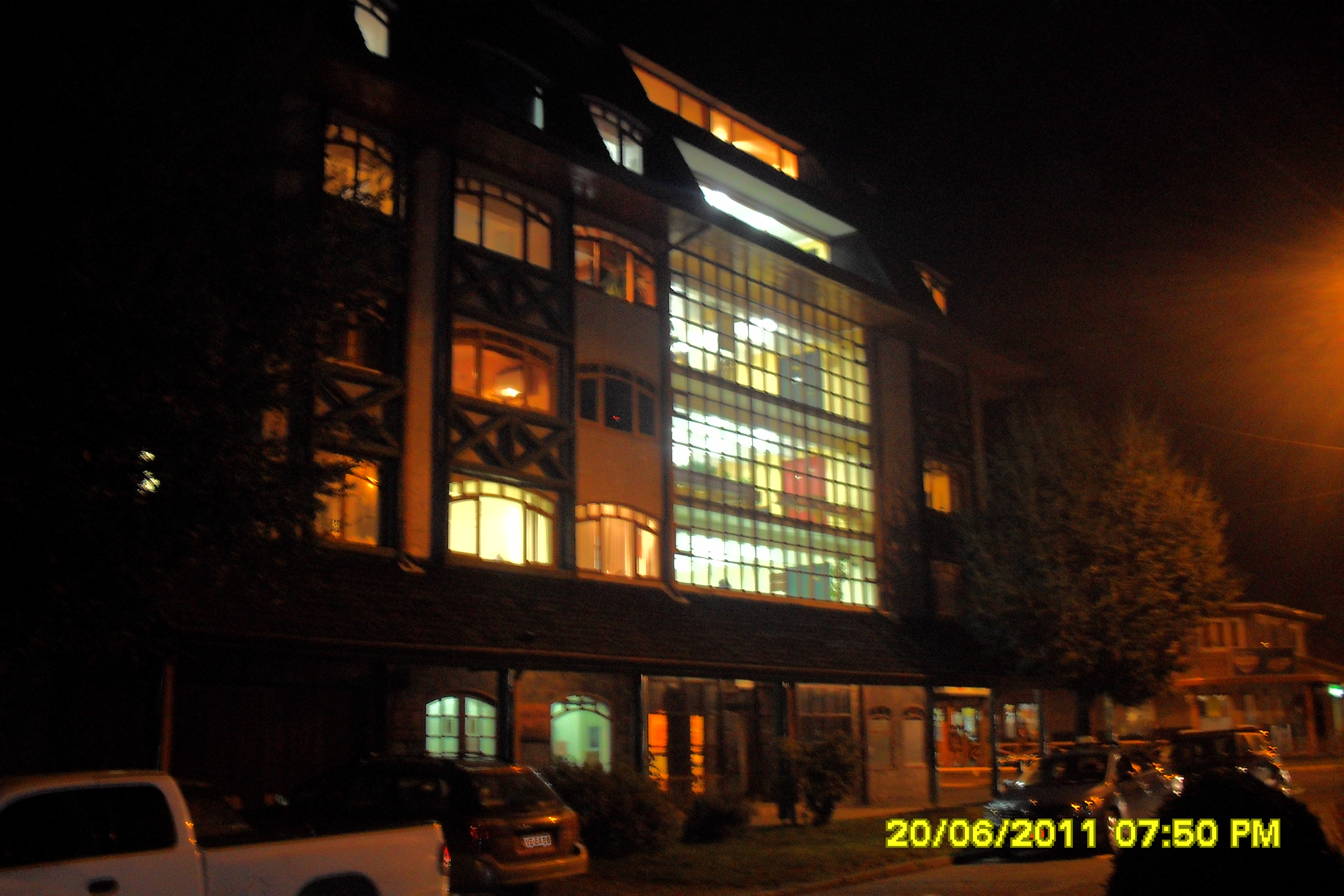
Vista nocturna del Edificio "El Pehuén".

Villarrica cuenta con los siguientes centros de salud:
- Públicos (Servicio de Salud Araucanía Sur):

- Hospital de Villarrica
- Nuevo Hospital De Villarrica
- Consultorio Población Diego Portales
- Cecosf 21 de Mayo
- Cecosf Villa Todos los Santos
- Cesfam Los Volcanes
- Cecosf  Ñancul
- Centro de Diálisis de Villarrica
- Posta de Salud Rural Liumalla (Rural)

- Privados:

- Centro de Especialidades Médicas del Lago
- Centro Profesional El Pehuén

### Educación

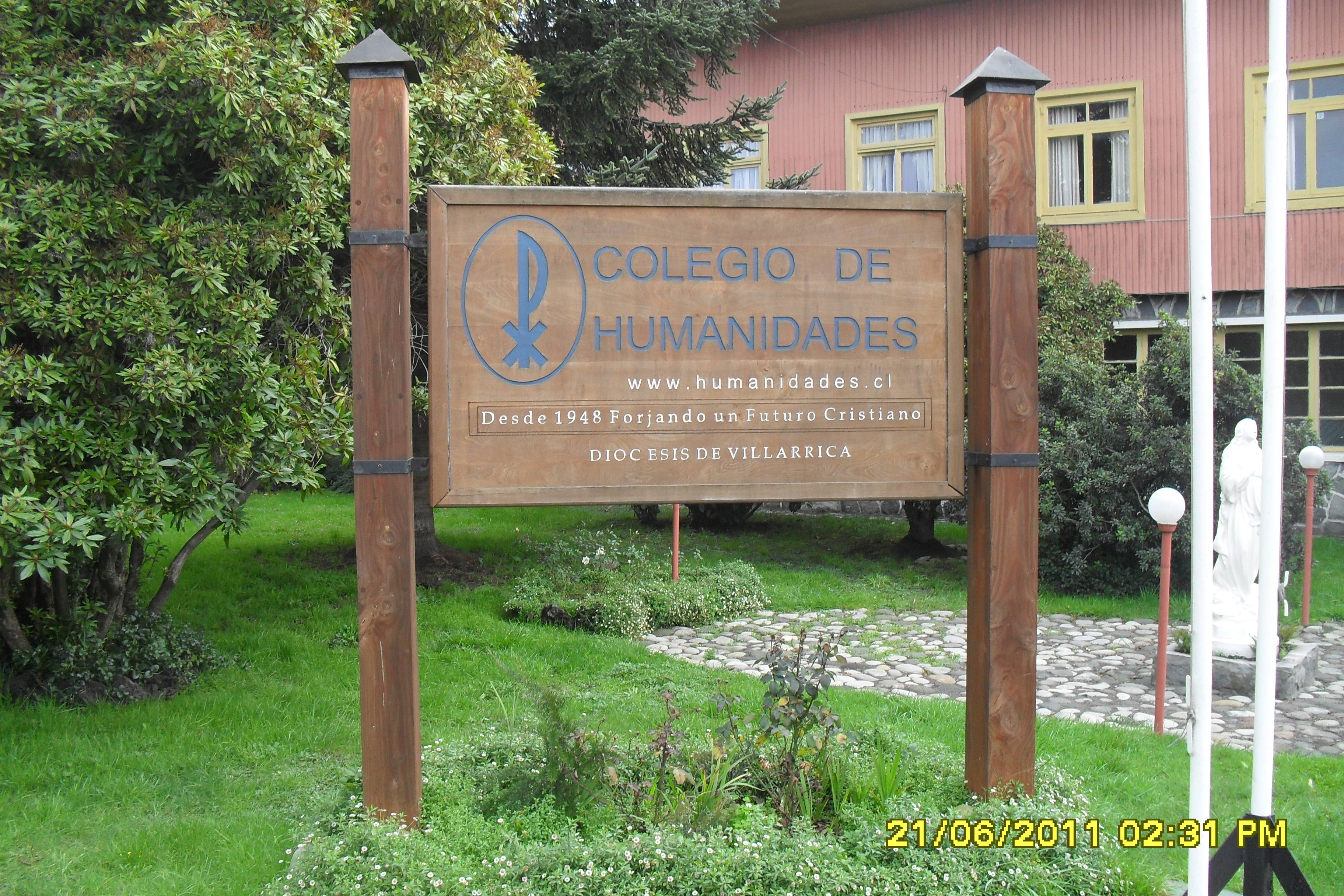
Colegio de Humanidades, establecimiento de enseñanza media.

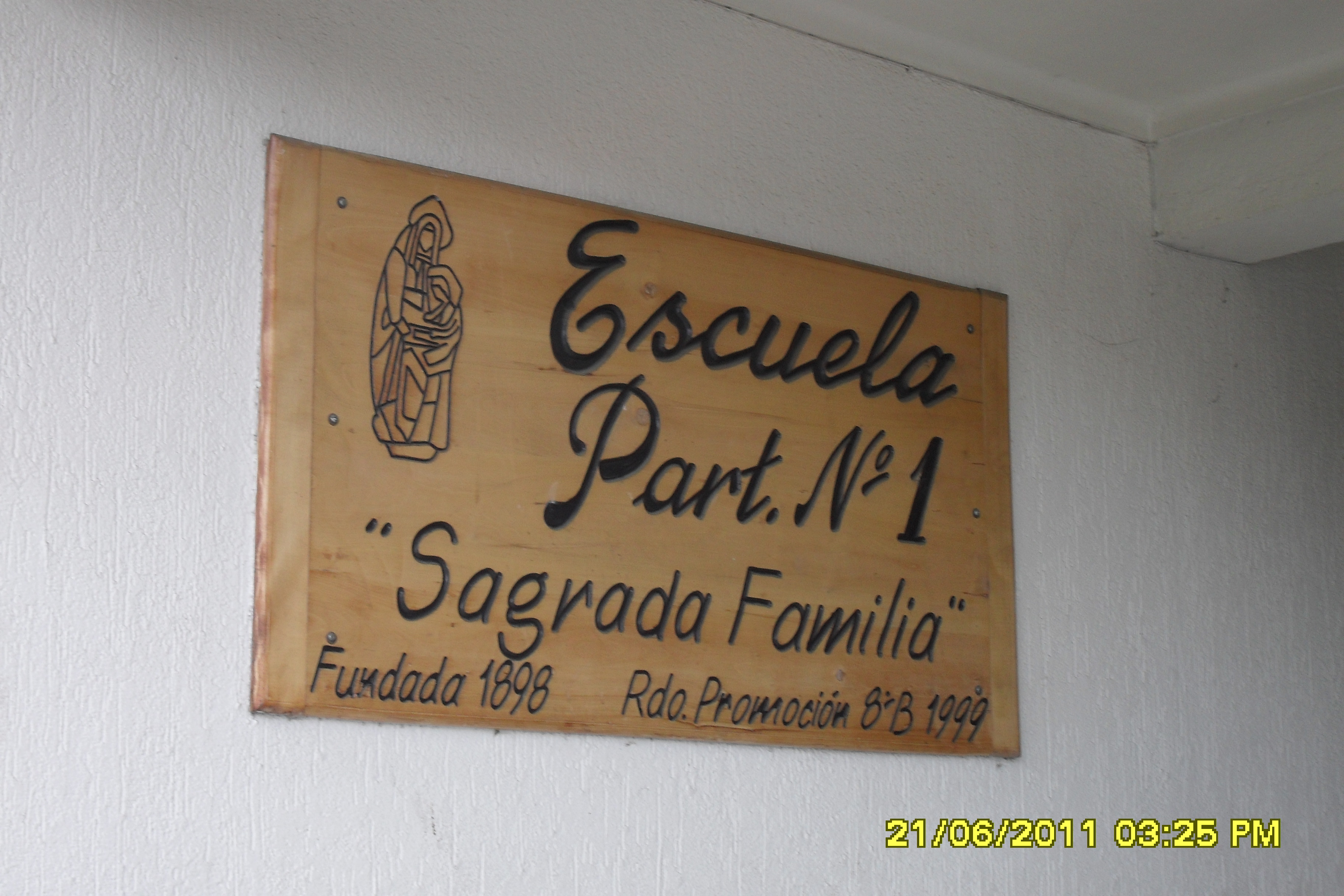
Escuela Sagrada Familia, fundada en 1898.

El siguiente listado contiene las escuelas y liceos, tanto de enseñanza básica como media, considerados dentro del radio urbano de la ciudad de Villarrica y algunos de sectores rurales de la comuna.
Establecimientos urbanos
- Escuela Laura Vicuña (Básica)
- Instituto Camilo Henríquez - CAHE (Básica/Media)
- Colegio Adventista (Básica/Media)
- Escuela Pedro Aguirre Cerda (Básica)
- Colegio de Humanidades (Básica/Media)
- Liceo Industrial San José (Media)
- Escuela Sagrada Familia (Básica)
- Colegio Santa Cruz (Básica/Media)
- Liceo Técnico Profesional Libertad (Media)
- Escuela Alberto Hurtado (Básica)
- Escuela Pucara Alto (Básica)
- Escuela José Abelardo Núñez (Básica)
- Liceo Alexander Graham Bell (Básica/Media)
- Escuela Valentín Letelier (Básica)
- Escuela Mariano Latorre (Básica)
- Escuela Beato Luis Orione (Básica)
- Liceo Bicentenario Araucanía (Básica/Media)
- Liceo Politécnico de Villarrica (Media)
- Colegio Saint Matthew (Básica/ Media)
- Colegio Altas Cumbres (Media)
- Colegio Southern Oxford School (Básica/Media)
- Colegio El Encuentro (Básica)
- Complejo Educacional San Agustín (Básica/Media)

Establecimientos rurales
- Colegio Alemán (Básica/Media)
- Escuela Juan Pablo II de Nalcahue (Básica)
- Colegio Pedro de Valdivia (Básica-medía)
- Escuela Valles de Afunalhue (Básica)
- Colegio Camilo Henríquez de Pedregoso (Básica)
- Colegio Claudio Arrau proyecto artístico  (Básica/Media)
- Escuela Luis Cruz Martínez (Básica) (Media)
- Escuela Particular N.º 39 (Luis Cruz Martínez) en Llau-Llau
- Escuela Liumalla

### Seguridad y orden público
Villarrica cuenta desde 2013 con una nueva Prefectura a cargo del Coronel Alejandro Herrera que se encuentra en espera de su nuevo cuartel; además continua funcionando, en la comuna, la 7º Comisaría de Carabineros de la región, la cual, a cargo del Mayor Jaime Valenzuela D., tiene la labor de combatir la delincuencia y velar por la seguridad de todos los ciudadanos. La comuna tiene además una sede de la Policía de Investigaciones de Chile, la que es representada por la Brigada de Investigación Criminal de Villarrica. En el aspecto judicial, Villarrica se encuentra muy bien equipada infraestructuralmente, ya que posee una Fiscalía, un Juzgado de Letras, un Tribunal de justicia y una Cárcel.
Con respecto a los índices de delincuencia, a principios de la década del 2000, la ciudad tenía resultados levemente más altos que la media nacional. Algunas causas que generaban estos resultados eran la alta vulnerabilidad comunal y el alto consumo de alcohol por parte de la población. Actualmente, es muy preocupante la cantidad de delitos graves y de connotación social que acaecen en la ciudad, como lo son el robo o las violaciones. Estos datos se contraponen con otros aspectos como la percepción de la inseguridad, la cual disminuyó en un 51%, resultados que se deben a la implantación de proyectos de seguridad en la comuna, como lo es el Plan Comunal de Seguridad Pública, puesto en marcha en noviembre del 2010, el cual divide la ciudad en zonas, las que son vigiladas constantemente por un equipo de carabineros, el que se encarga de protegerla y acudir a llamados realizados por la ciudadanía al 133 o a los teléfonos de cada cuadrante (zona).

## Cultura

### Religión
Villarrica es una ciudad de carácter cristiano, característica del legado e imperio español, con una importante presencia de población católica, y en menor medida de población evangélica. La historia de la estabilidad religiosa en la comuna, se remonta a inicios del siglo XX, con la creación de la Misión Capuchina de Villarrica, en el año 1901.
Con respecto a la religión católica, Villarrica es sede del Vicariato Apostólico de la Araucanía, cumpliendo sus funciones, reformas y responsabilidades en el edificio de la diócesis de Villarrica.
Con respectos a todas las religiones practicadas por la población, según el censo del 2002, se distribuyen de la siguiente manera:
| Población encuestada | Católicos  | Evangélicos | Testigos de Jehová | Judíos | Mormones | Musulmanes | Ortodoxos | Otros   | Ninguna, ateos, agnósticos |
| -------------------- | ---------- | ----------- | ------------------ | ------ | -------- | ---------- | --------- | ------- | -------------------------- |
| 32.391 hab           | 22.290 hab | 6.750 hab   | 367 hab            | 19 hab | 238 hab  | 6 hab      | 9 hab     | 967 hab | 1.745 hab                  |

## Lugares de interés

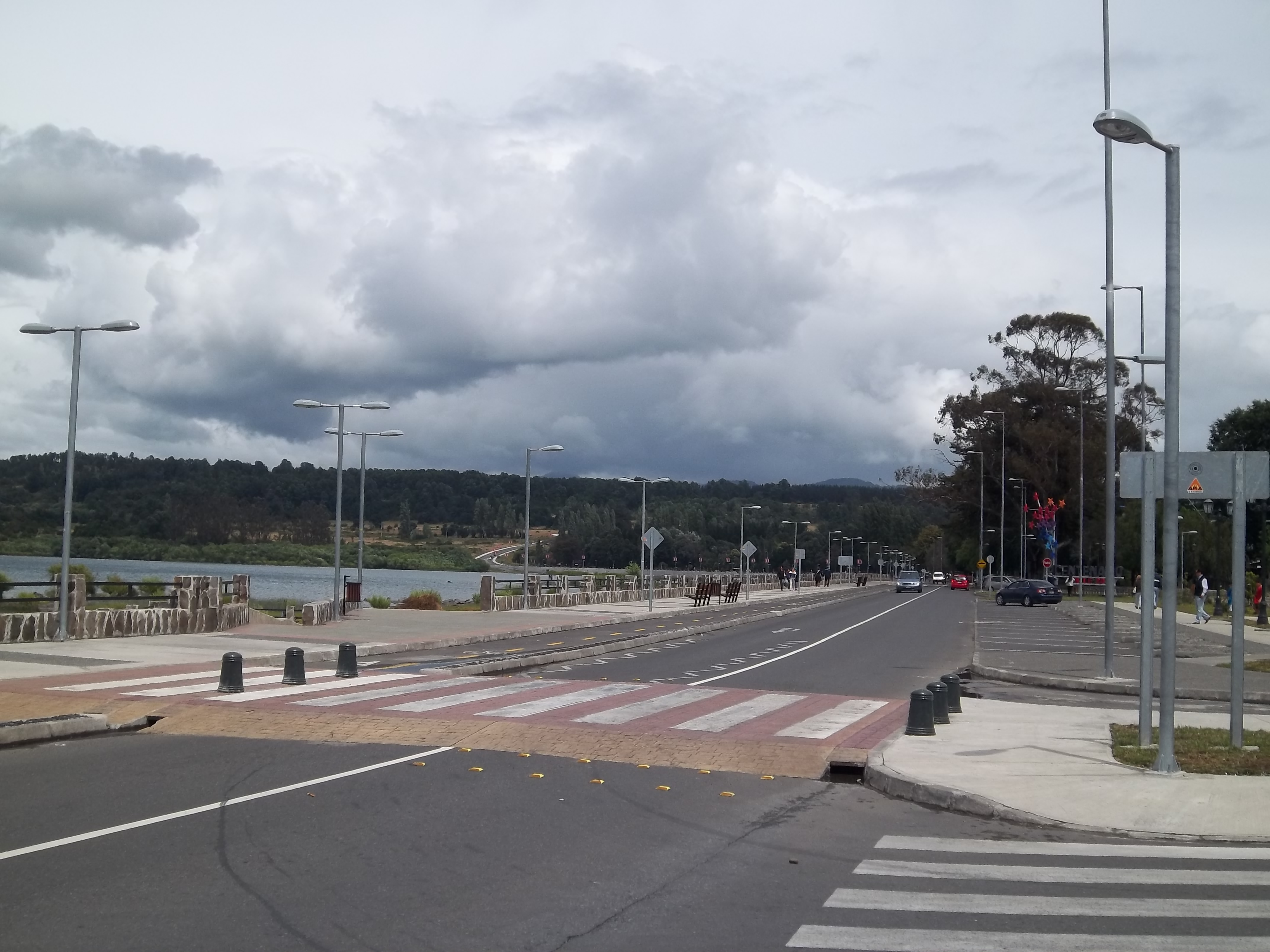
Avenida Costanera de Villarrica, uno de los símbolos de la ciudad.

- Fly Fishing Sport, Excursiones río Toltén y otros destinos, Embarcadero Municipal.
- Muestra Cultural Mapuche: En calle Pedro de Valdivia con Julio Zegers.
- Museo: Segundo piso del edificio de la biblioteca municipal.
- Pesca en el Río Toltén.
- Costanera de Villarrica: El gran nuevo proyecto iniciado en 2007 e inaugurado en diciembre del 2009 por el alcalde Pablo Astete. Punto encontrado a las orillas del lago Villarrica, desde el puente nuevo hasta la salida a Pucón.
- Lican Ray: Balneario sobre la ribera norte del lago Calafquén, a 30 km del centro de Villarrica.
- Entretenciones Acuáticas Aedo: En el Embarcadero Municipal de la ciudad.
- Durante el verano en Villarrica se puede disfrutar de variadas actividades deportivas, además de conciertos, muestras culturales, gran vida bohemia, y múltiples servicios:

- Jornadas Culturales de Villarrica
- La Noche del Lago

- Erupción Teatral de la Araucania : Festival teatral con más de diez años del mejor teatro nacional con más de 100 montajes, donde en plena temporada festival el Gimnasio Municipal de Villarrica hospeda este festival iniciado en el año 2003.

## Transporte

### Rutas de acceso
Villarrica tiene distintas rutas de acceso, tanto de entrada como de salida, que mantienen conectada a la ciudad con las diversas localidades y balnearios de la zona lacustre. Existen 5 rutas de gran importancia las cuales son:
| Ruta                                                | Acceso |
| --------------------------------------------------- | --- |
| Camino Villarrica - Freire (Conecta con Ruta 5 Sur) | Hacia el norte, por calle José Miguel Carrera, hasta llegar al Puente Leufulafquén.                               |
| Ruta Interlagos                                     | Hacia el norte por calle José Miguel Carrera, hasta llegar al Puente Leufulafquén.                                |
| Camino Villarrica - Loncoche                        | Hacia el norte, por calle Isabel Riquelme o avenida Pedro de Valdivia, hasta que se intersequen y formen la ruta. |
| Camino Villarrica - Lican Ray                       | Hacia el sur, por calle Colo-Colo.                                                                                |
| Camino Villarrica - Pucón                           | Hacia el oriente, por calle Saturnino Epulef.                                                                     |

### Transporte público urbano

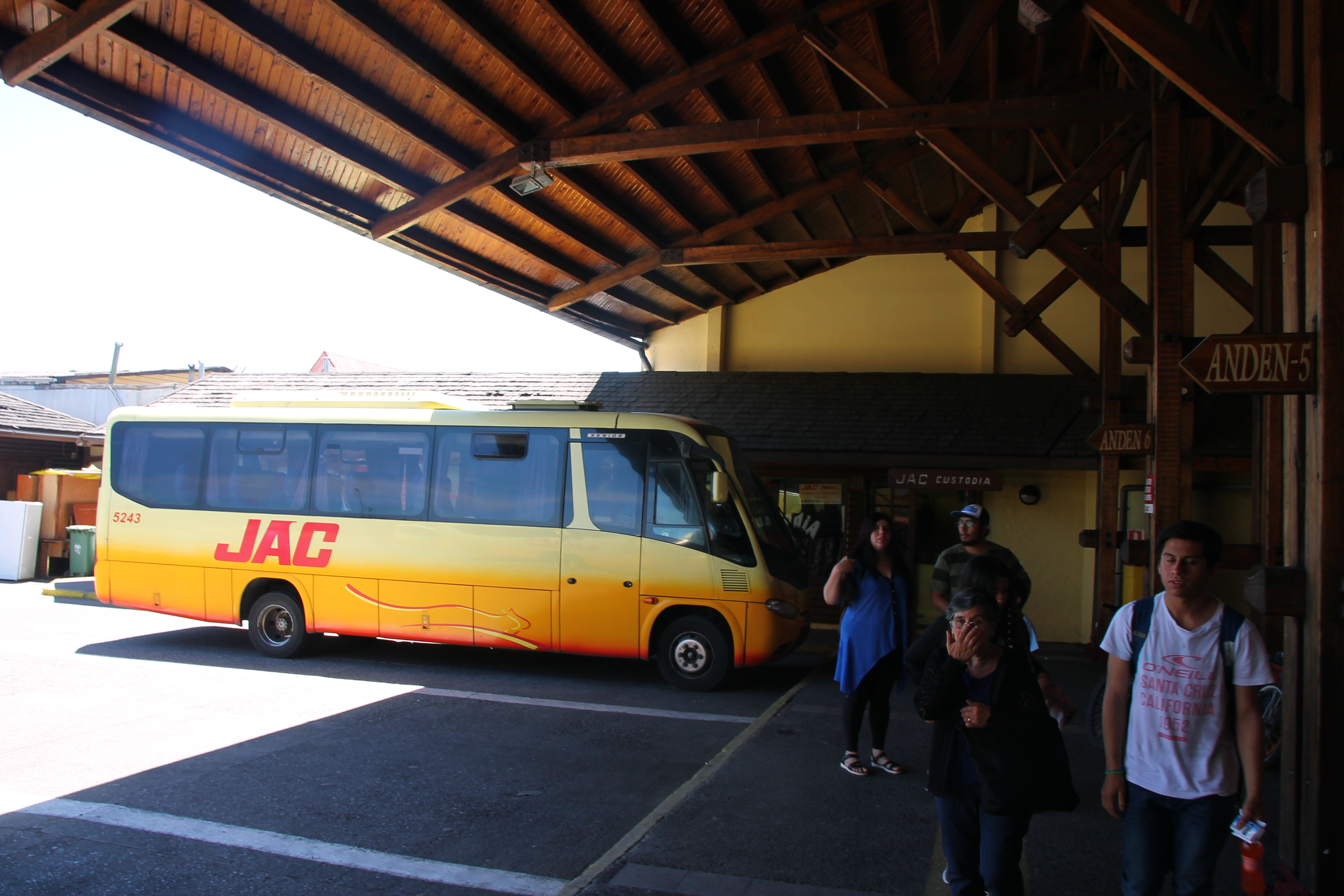
Bus de la empresa JAC en su terminal de Villarrica.

Villarrica cuenta con un transporte urbano de alta cobertura alcanzando todas las zonas de la ciudad y localidades aledañas. El transporte público de la ciudad funciona con líneas de microbuses, taxis colectivos y radiotaxis.
La siguiente tabla contiene las tarifas de cada servicio de transporte:
| Tipo de Transporte | Valor (peso chileno)       |
| ------------------ | -------------------------- |
| Microbús           | $450 pesos                 |
| Taxi colectivo     | $1000 pesos tarifa mínima  |
| Radiotaxis         | $1.500 pesos tarifa mínima |

#### Líneas de microbuses
Actualmente, Villarrica cuenta con 3 líneas activas de microbuses, una variante y una línea cancelada.
| Línea | Cobertura |
| ----- | --- |
| 1     | Sector Centro y zonas residenciales ubicadas en la periferia nororiente en la ciudad (Cancelada).                                                      |
| 2     | Sector Centro y zonas residenciales ubicadas en la periferia sur de la ciudad: Población Vista Hermosa, Todos los Santos y Diego Portales. (Cancelada) |
| 3     | Sector Centro y zonas de la 2º Faja al Volcán. |
| 3A    | Sector Centro y zonas residenciales ubicadas en la periferia sur de la ciudad: Población Vista Hermosa, Todos los Santos y 2º Faja al Volcán.          |
| 4     | Sector Centro y zonas de la 2º Faja al Volcán. Recorridos variantes a Ñancul.                                                                          |

### Interurbano
A Villarrica llegan buses de combinación con el servicio ferroviario Tren Alameda - Temuco, pero actualmente está suspendido.
Por otro lado existen excelentes servicios de buses urbanos desde y hacia la ciudad.
Dada la explosión turística de la zona lacustre, específicamente en torno a Pucón, llegan excelentes servicios de buses Interprovinciales principalmente desde Santiago, con una oferta de 5 empresas con distintos servicios y para todo público. Por otro lado, más a la cordillera, en Curarrehue, existe un paso fronterizo con Argentina de donde provienen servicios Internacionales, desde la provincia del Neuquén y desde Buenos Aires. Por otro lado, en Pucón existe un terminal aéreo con servicios internacionales, a sólo 30 minutos de Villarrica.
Villarrica en las últimas décadas se ha convertido en paso obligado para llegar a los distintos balnearios lacustres y centros turísticos, como Lican Ray, Caburgua, Coñaripe y Pucón, por nombrar algunos, proporcionando además un completo servicio Rural cubriendo toda el Área Agrícola de la zona entre la Ruta Panamericana y la cordillera.

## Deportes

### Equipos
Villarrica cuenta con el Club Deportivo Pilmahue el cual se fundó en el año 2012, cuenta con un recinto deportivo llamado "Canchas Pilmahue", y además tiene una barra oficial llamada "Furia Verde". El club desde el año 2017 participa en la Tercera División B de Chile y en su primera campaña logró llegar al Octagonal Final. Desde 2019 participa en la Tercera División A de Chile.

### Estadios
- Estadio Municipal Matías Vidal Pérez, de Villarrica.
- Estadio Municipal Jonathan Muñoz Allulef, de Licán Ray.

## Medios de comunicación

### Radioemisoras
La ciudad tiene acceso a muchas radioemisoras tanto locales como a nivel nacional. Entre las radios locales la más destacada y con historia es, Radio Parque Nacional, que además de ser la radio más longeva de la ciudad por ella han pasado muchas voces y además es la primera señal de Villarrica (1560 AM) con el nombre de Radio Gerónimo de Alderete y posteriormente Turismo internacional. Las radios de frecuencia modulada son:
- 88.5 MHz Radio Bío-Bío
- 89.1 MHz FM Dos
- 89.7 MHz Radio Pudahuel
- 90.1 MHz Radio Somos
- 90.5 MHz Radio Puelche
- 91.5 MHz La Metro FM
- 92.7 MHz Radio 13c
- 93.9 MHz Radio Picarona (Pucón)
- 94.5 MHz Radio Nehuén del Lago (Pucón)
- 94.9 MHz Radio Mirador
- 95.3 MHz Radio Para Ti
- 95.7 MHz Radio Red Informativa
- 96.7 MHz Radio Edelweiss
- 97.1 MHz ADN Radio Chile
- 97.7 MHz Radio Armonía
- 98.1 MHz Radio Concierto
- 98.5 MHz Radio Armonía (Pucón)
- 98.9 MHz El Conquistador FM
- 99.3 MHz Positiva FM
- 99.9 MHz Radio Carolina
- 100.5 MHz Radio Beethoven
- 101.1 MHz Pucón Radio
- 101.9 MHz Radio Esperanza
- 102.3 MHz ADN Radio Chile (Pucón)
- 102.9 MHz Radio Picarona
- 103.7 MHz Radio Bío-Bío (Pucón)
- 104.3 MHz Radio Universal
- 104.9 MHz Radio 104.9 (Pucón)
- 105.5 MHz Radio Nehuén del Lago
- 106.5 MHz Radio Corporación
- 106.9 MHz Radio Agua Viva (Pucón)
- 107.1 MHz Radio Visión
- 107.9 MHz Radio El Consumidor (Pucón)

### Televisión

#### TDT
- 2.1 - Chilevisión HD
- 2.2 - UChile TV
- 9.1 - Canal 13 HD
- 9.2 - T13 En Vivo

#### Por cable
- 791 - Mundos Lacustres (Mundo)

Cabe destacar que a Villarrica, además de llegar los periódicos nacionales y regionales tiene su propia prensa escrita el diario "Correo del Lago", de distribución diaria.